# 27. Februar
Der 27. Februar ist der 58. Tag des gregorianischen Kalenders, somit bleiben 307 Tage (in Schaltjahren 308 Tage) bis zum Jahresende.

## Ereignisse

### Politik und Weltgeschehen
- 0493: Nach der Rabenschlacht vor Ravenna vereinbaren Odoaker und der Ostgotenherrscher Theoderich unter Vermittlung des Erzbischofs Johannes von Ravenna einen Friedensvertrag, der eine gemeinsame Herrschaft über Italien durch beide Könige vorsieht.
- 1458: Georg von Podiebrad wird zum böhmischen König gewählt, wobei die Stände andere Thronansprüche ignorieren. Das führt in der Folge zu verschiedenen Aufständen in Böhmen.
- 1531: Als Reaktion auf die Ablehnung der Confessio Augustana auf dem Reichstag zu Augsburg 1530 durch Kaiser Karl V. schließen sich die protestantischen Reichsstände des Heiligen Römischen Reiches auf dem Konvent in Schmalkalden zum Schmalkaldischen Bund zusammen.

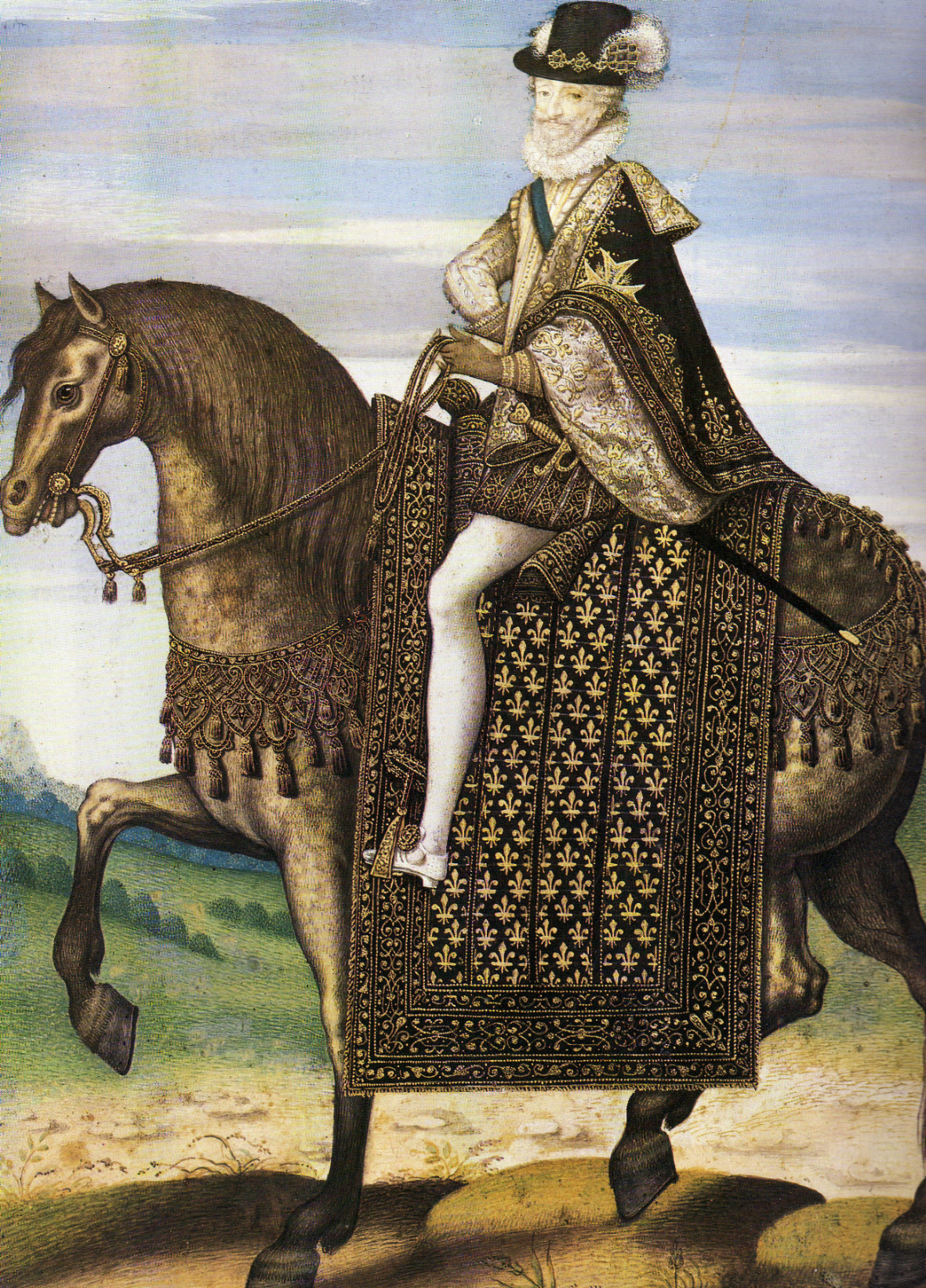
1594: Heinrich IV.

- 1594: Nachdem er am 25. Juli des Vorjahres zum Katholizismus konvertiert ist, wird Heinrich IV. in der Kathedrale von Chartres zum französischen König gekrönt. Obwohl die katholischen Adeligen in der Folge zögernd zu ihm überlaufen, dauert der Achte Hugenottenkrieg noch rund vier Jahre.
- 1700: Der britische Kapitän William Dampier entdeckt auf einer Forschungsfahrt die Insel Neubritannien im Stillen Ozean.
- 1812: Lord Byron äußert im britischen House of Lords Verständnis für den Luddismus und verteidigt die Maschinenstürmer seines heimatlichen Wahlkreises.
- 1812: Nahe der Stadt Rosario hisst Manuel Belgrano eine hellblau-weiße Flagge, die Vorläuferin der Flagge Argentiniens.
- 1844: Der spanische Teil der Karibikinsel Hispaniola, Santo Domingo, wird unter dem Namen Dominikanische Republik unabhängig von Haiti.
- 1848: Der Funke der französischen Februarrevolution springt auf das Großherzogtum Baden über und löst die Badische Revolution aus: Auf der Mannheimer Volksversammlung wird eine Petition mit vier Forderungen an die Regierung beschlossen.
- 1867: Der nach der Ungarischen Revolution aufgelöste ungarische Reichstag wird im Rahmen des Österreichisch-Ungarischen Ausgleichs wiederhergestellt. Er löst den dazwischen zweimal existierenden Landtag ab.
- 1881: Die Schlacht am Majuba Hill entscheidet den Ersten Burenkrieg zugunsten der Buren.

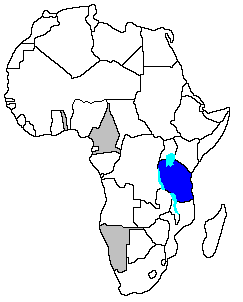
1885: Lage von Deutsch-Ostafrika

- 1885: Der deutsche Kaiser Wilhelm I. unterzeichnet für getätigte und zukünftige Gebietserwerbungen der Gesellschaft für deutsche Kolonisation in Ostafrika einen Schutzbrief.
- 1890: Carl Peters und Mwanga II. von Buganda schließen den Uganda-Vertrag, der jedoch vom Deutschen Reich nicht ratifiziert wird.
- 1900: In London wird das Labour Representation Committee, ab 1906 Labour Party, gegründet.
- 1921: Zwei Jahre nach der Gründung der Dritten Internationalen in Moskau entsteht aus dem Versuch, die internationale Arbeiterbewegung wieder zu einen, in Wien die Internationale Arbeitsgemeinschaft Sozialistischer Parteien (IASP) auf Initiative von Friedrich Adler.
- 1925: Im Münchner Bürgerbräukeller wird die NSDAP neu gegründet und deutschlandweit organisiert. Adolf Hitler hat seinen ersten Auftritt nach seiner Haft.
- 1925: Die türkische Armee beginnt mit einer Luft- und Bodenoffensive zur Unterdrückung des kurdischen Scheich-Said-Aufstands.

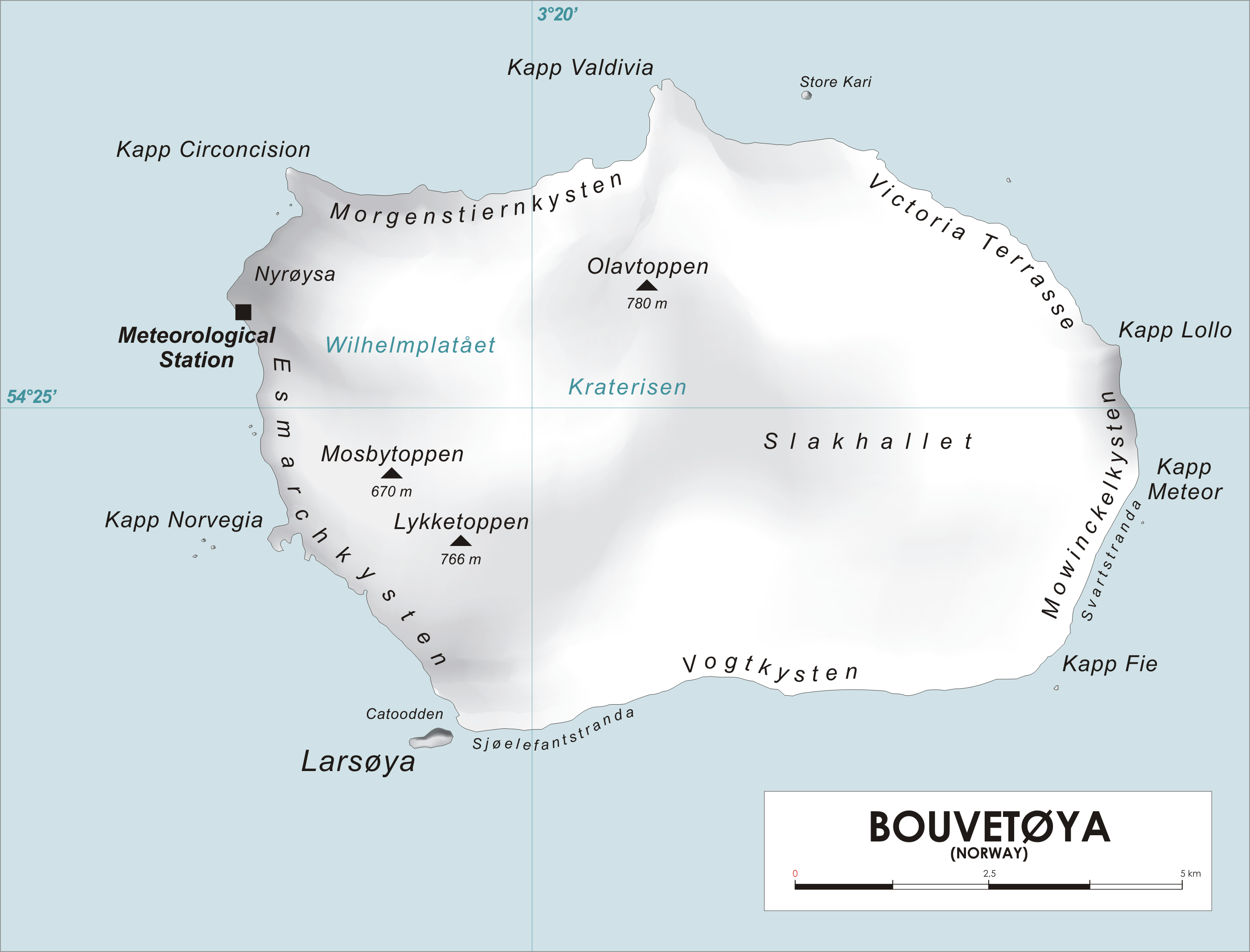
1930: Bouvet-Insel

- 1930: Die unbewohnte Bouvetinsel im Südatlantik wird nach dem Verzicht Großbritanniens von Norwegen abhängiges Gebiet.

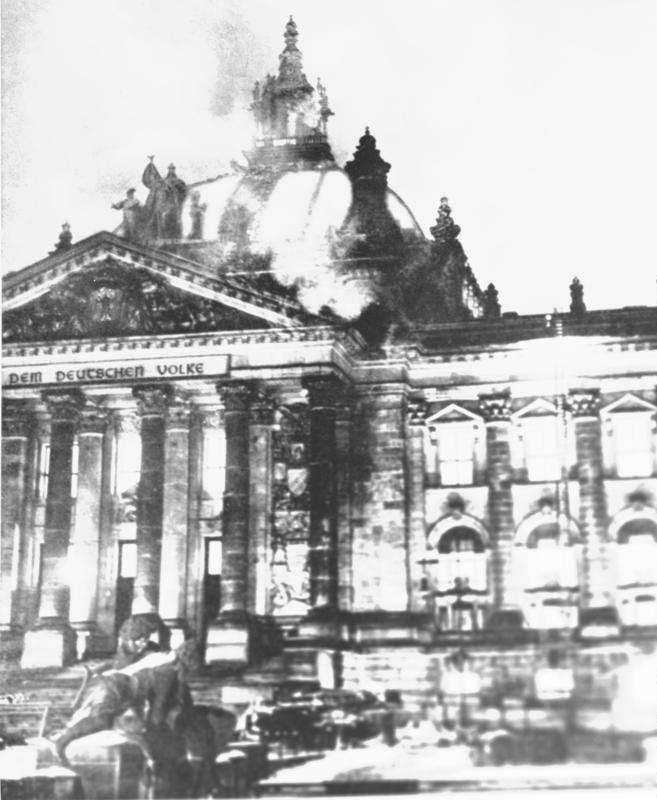
1933: Der brennende Reichstag

- 1933: Das Reichstagsgebäude in Berlin wird durch einen Großbrand schwer beschädigt. Als mutmaßliche Brandstifter für den Reichstagsbrand werden trotz fehlender Beweise Marinus van der Lubbe und andere junge Kommunisten verhaftet.
- 1939: Das franquistische Regime von Francisco Franco wird von Großbritannien und Frankreich als Regierung Spaniens anerkannt, obwohl die Regierungstruppen noch Madrid und andere Städte im Spanischen Bürgerkrieg halten.

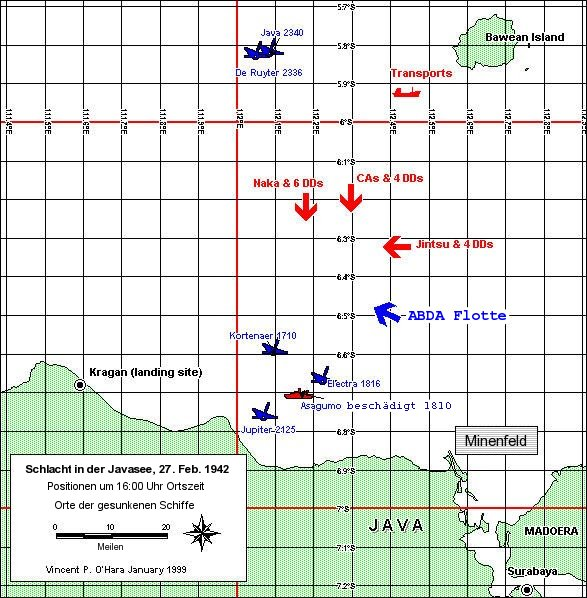
1942: Erster Tag der Schlacht in der Javasee

- 1942: Die zweitägige Schlacht in der Javasee zwischen Japan und der alliierten ABDA-Flotte beginnt, die das Ende des alliierten Kommandos ABDACOM besiegelt.
- 1943: Rund 11.000 der letzten in Berlin verbliebenen Juden werden in der Fabrikaktion verhaftet und zum Großteil in das KZ Auschwitz-Birkenau und nach Theresienstadt deportiert. Etwa 1.700 so genannte „arisch Versippte“ werden in Berlin festgehalten, wo sie nach Demonstrationen von Verwandten in den folgenden Tagen wieder freigelassen werden.
- 1945: Nach erfolgreicher Rückeroberung der Philippinen aus japanischer Hand im Pazifikkrieg übergibt US-General Douglas MacArthur das Land an Präsident Sergio Osmeña.
- 1945: Beim schwersten Bombenangriff auf Mainz im Zweiten Weltkrieg wird die Stadt zu fast 80 % zerstört.
- 1947: Ein Streit zwischen einer Zigarettenverkäuferin und einem Anti-Schmuggel-Beamten in Taipeh löst am folgenden Tag den Zwischenfall vom 28. Februar aus, der in einen ganz Taiwan erfassenden Aufstand gegen das Regime Chen Yis mündet.
- 1948: Der finnische Staatspräsident Juho Kusti Paasikivi und der sowjetische Staatschef Josef Stalin schließen einen gegenseitigen Verteidigungsvertrag. Beide Länder profitieren wirtschaftlich voneinander. Seine Gegner werfen Paasikivi hingegen Sowjethörigkeit vor.
- 1951: In den USA tritt der 22. Zusatzartikel zur Verfassung der Vereinigten Staaten in Kraft, der die Amtszeit des Präsidenten auf maximal zwei Amtsperioden begrenzt.
- 1953: Die Bundesrepublik Deutschland übernimmt durch das Londoner Schuldenabkommen die Auslandsschulden des Reiches seit dem Ersten Weltkrieg.
- 1954: In Ägypten kehrt General Muhammad Nagib nach der Absetzung durch Gamal Abdel Nasser ins Amt des Staatspräsidenten zurück. Er kann jedoch keine Machtbefugnisse mehr auf sich vereinen und tritt am 14. November endgültig zurück
- 1955: Nach einer Dauersitzung nimmt der Deutsche Bundestag die Pariser Verträge an, die das Besatzungsstatut von Westdeutschland beenden.
- 1957: In der Volksrepublik China hält Mao Zedong während der Hundert-Blumen-Kampagne seine Rede Zur Frage der richtigen Behandlung von Widersprüchen im Volk.
- 1961: Der tunesische Staatspräsident Habib Bourguiba fordert bei einem Treffen mit dem französischen Staatspräsidenten Charles de Gaulle die Rückgabe zweier Militärbasen der Franzosen in Tunesien. In der Folge sich hinzögernde Verhandlungen lassen die Bizerta-Krise entstehen.
- 1963: Schah Mohammad Reza Pahlavi führt im Rahmen der Weißen Revolution per Dekret das Wahlrecht für Frauen im Iran ein.
- 1963: Juan Bosch tritt sein Amt als erster frei gewählter Präsident der Dominikanischen Republik nach dem Tod von Diktator Rafael Trujillo an.

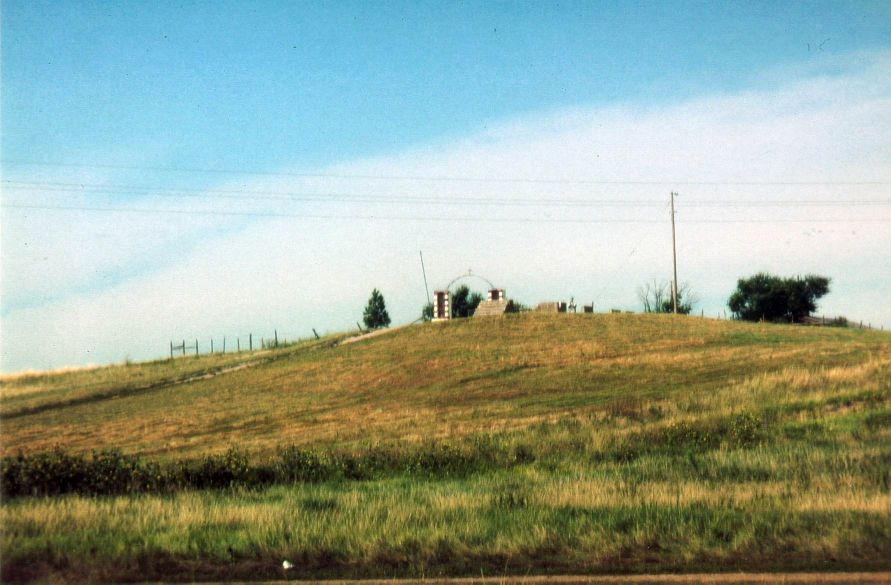
1973: Der Friedhof von Wounded Knee

- 1973: Mitglieder der indianischen Widerstandsorganisation American Indian Movement besetzen die Ortschaft Wounded Knee in der Pine Ridge Reservation im US-Bundesstaat South Dakota und rufen eine unabhängige Oglala-Nation aus, um gegen Menschenrechtsverletzungen der US-Verwaltung in der Reservation zu protestieren. Die Besetzung wird nach 71 Tagen gewaltsam beendet.
- 1975: Drei Tage vor den Wahlen zum Berliner Abgeordnetenhaus entführt ein Kommando der Stadtguerilla Bewegung 2. Juni den CDU-Spitzenkandidaten Peter Lorenz.

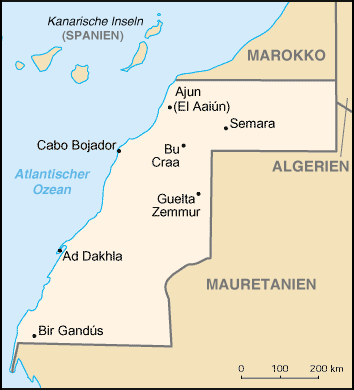
1976: Von der DARS beanspruchtes Gebiet

- 1976: Die Frente Polisario ruft im Westsaharakonflikt die Demokratische Arabische Republik Sahara auf dem Gebiet der ehemaligen spanischen Kolonie Westsahara aus und führt gleichzeitig eine offizielle Flagge ein.
- 1988: Im Zuge des Konflikts um Bergkarabach kommt es in der aserbaidschanischen Stadt Sumqayıt zu einem Pogrom an dort lebenden Armeniern.
- 1989: In der Nähe der venezolanischen Hauptstadt Caracas bricht aus Protest gegen die neoliberalen Reformen von Staatspräsident Carlos Andrés Pérez der Caracazo aus, ein Aufstand der verarmten Bevölkerungsschichten.

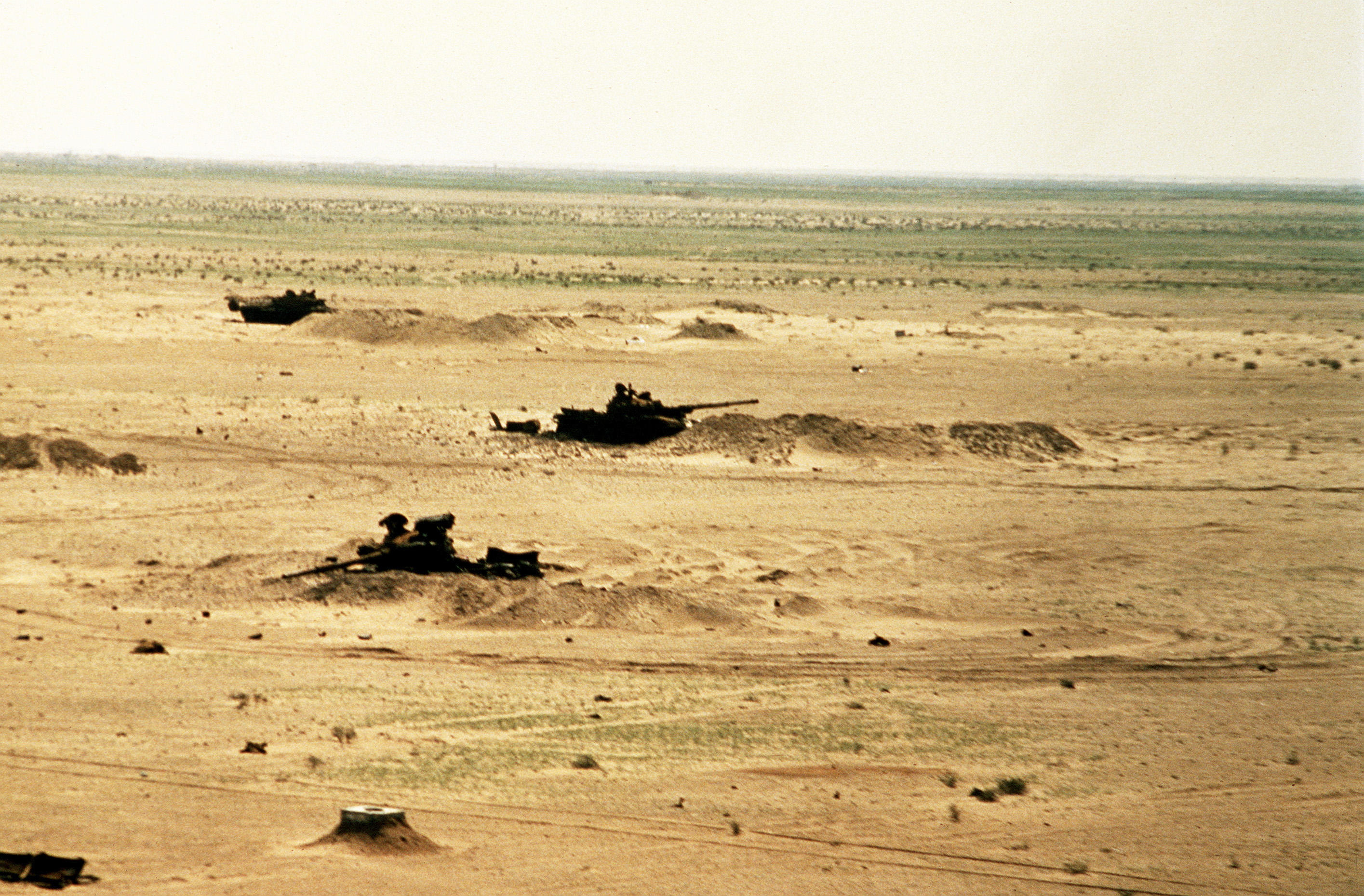
1991: Zerstörte irakische Panzer

- 1991: Nach der Befreiung Kuwaits verkündet US-Präsident George H. W. Bush im Golfkrieg eine Waffenruhe für den folgenden Morgen.
- 1993: In Niger finden die ersten Präsidentschaftswahlen seit der Unabhängigkeit 1960 statt. Mamadou Tandja erreicht die meisten Stimmen vor Mahamane Ousmane. Da jedoch keiner der Wahlwerber die absolute Mehrheit erreicht, findet am 27. März ein zweiter Wahlgang statt.
- 2004: Shōkō Asahara, Gründer der Ōmu Shinrikyō, wird wegen des Giftgasattentats in der U-Bahn von Tokio im Jahr 1995 in erster Instanz zum Tode verurteilt.
- 2005: In Kirgisistan findet der erste Durchgang der Parlamentswahl statt. Der zweite Durchgang wird am 13. März abgehalten und führt in der Folge zur so genannten Tulpenrevolution.
- 2006: Taiwans Präsident Chen Shui-bian erklärt den 1990 gegründeten Nationalen Wiedervereinigungsrat für ausgesetzt, was eine Verschärfung des Taiwan-Konfliktes mit der Volksrepublik China befürchten lässt.
- 2014: Russische Truppen landen auf der Krim, infolgedessen kommt es am 18. März zur Annexion der Krim

### Wirtschaft
- 1693: Unter dem Titel The Ladies’ Mercury erscheint die erste Frauenzeitschrift der Welt in London. Wenige Wochen später erleidet die vom Buchhändler John Dunton initiierte Zeitschrift ihr Aus.
- 1912: Im Sudan wird die Eisenbahnstrecke von Khartum nach Al-Ubayyid eröffnet.

### Wissenschaft und Technik
- 1477: Mit einer päpstlichen Bulle genehmigt Papst Sixtus IV. die Errichtung der Universität Uppsala in Schweden. Sie ist die älteste noch existierende Universität Skandinaviens.
- 1655: Am südlichsten Punkt Norwegens wird das erste Leuchtfeuer im Leuchtturm Lindesnes fyr angezündet. Das Licht von dreißig Kerzen hinter Bleiglasfenstern auf einem Holzturm soll Schiffen Orientierung bieten.
- 1826: Der österreichische Offizier und Amateurastronom Wilhelm von Biela entdeckt einen Kometen, der später nach ihm benannt wird. Bei einer Wiederkehr rund zwanzig Jahre später wird der Zerfall des Kometen in zwei Teile beobachtet.

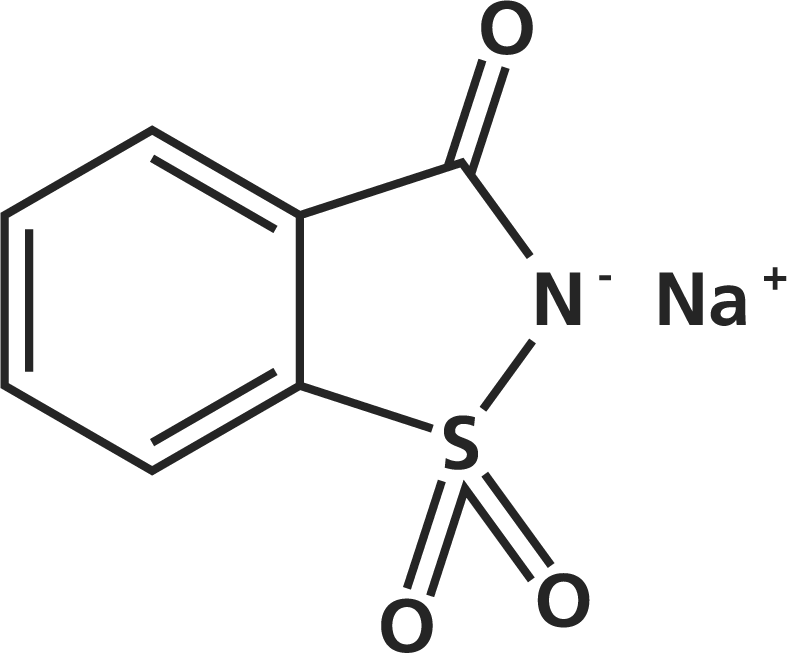
1879: Strukturformel von Saccharin

- 1879: Über die Entdeckung des Süßstoffs Saccharin informieren in Baltimore die Professoren Constantin Fahlberg und Ira Remsen von der Johns Hopkins University.
- 1920: Major Rudolph William Schroeder erreicht als Erster eine Höhe von über 10.000 Metern in einem Flugzeug.
- 1932: Die Zeitschrift Nature veröffentlicht einen Artikel von James Chadwick, der darin die Existenz des Neutrons beschreibt.
- 1940: Bei einem Flug über der Antarktis entdeckt Richard Evelyn Byrd eine unbekannte Insel, die durch ihn den Namen Thurston-Insel erhält.
- 1975: In Kalifornien endet die Asilomar Conference on Recombinant DNA, in deren Verlauf erste verbindliche Sicherheitskonzepte und Richtlinienvorschläge für den Umgang mit gentechnisch veränderten Organismen erarbeitet wurden.

### Kultur
- 1801: In Paris findet die Uraufführung der Oper Flaminius à Corinthe von Rodolphe Kreutzer statt.
- 1811: An der Opéra-Comique in Paris wir die Oper La Victime des arts ou La Fête de famille von Henri Montan Berton uraufgeführt.
- 1833: An der Grand Opéra Paris erfolgt die Uraufführung der Oper Gustave III. ou Le bal masqué von Daniel-François-Esprit Auber.
- 1833: Die Uraufführung der romantischen Oper Melusina von Conradin Kreutzer mit dem Libretto von Franz Grillparzer erfolgt am Königsstädtischen Theater in Berlin.
- 1842: Der Violinist Ferdinand Laub veranstaltet sein erstes Konzert.
- 1869: Im Teatro alla Scala in Mailand erfolgt die Uraufführung einer mit dem Librettisten Antonio Ghislanzoni überarbeiteten Version der Oper La forza del destino (Die Macht des Schicksals) von Giuseppe Verdi, nachdem die erste Version mit dem Libretto von Francesco Maria Piave am 10. November 1862 in Petersburg uraufgeführt worden ist. Auch die überarbeitete Version wird mit Begeisterung aufgenommen.
- 1875: In Wien wird die Operette Cagliostro in Wien von Johann Strauss (Sohn) uraufgeführt. Das Libretto stammt von Camillo Walzel und Richard Genée. Das Stück ist anfangs ein Riesenerfolg, verliert aber mit der Zeit die Gunst des Publikums.
- 1886: Am Teatro alla Scala in Mailand erfolgt die Uraufführung der Oper Edmea von Alfredo Catalani.
- 1910: Am Mariinski-Theater in Sankt Petersburg wird die Oper Die Hauptmannstochter von César Cui uraufgeführt.
- 1920: Der Höhepunkt des expressionistischen Films, Das Cabinet des Dr. Caligari von Robert Wiene nach dem Drehbuch von Hans Janowitz und Carl Mayer mit Werner Krauß und Lil Dagover kommt in die Kinos. Der Stummfilm, der Brutalität und Wahnsinn von Autoritäten darstellt, gilt als Meilenstein in der Filmgeschichte.
- 1926: Geschichte des Jazz: Louis Armstrong and His Hot Five haben ihren ersten von nur zwei öffentlichen Auftritten im Chicagoer Coliseum Theatre.
- 1935: Als erster von bis heute nur drei Filmen wird die Komödie Es geschah in einer Nacht bei der Oscarverleihung in allen fünf Hauptkategorien ausgezeichnet.
- 2005: In Los Angeles findet die Oscarverleihung statt. Clint Eastwood und sein Film Million Dollar Baby sind die großen Gewinner.
- 2011: Im Wiener Musikverein findet das Jubiläumskonzert zum 25-jährigen Bestehen der Wiener Kammerphilharmonie mit dem Solisten Till Fellner statt.

### Gesellschaft
- 1866: Wilhelm Adolf Lette gründet in Berlin den Verein zur Förderung der Erwerbstätigkeit des weiblichen Geschlechts, später Lette-Verein unter dem Protektorat von Kronprinzessin Victoria von Großbritannien und Irland.

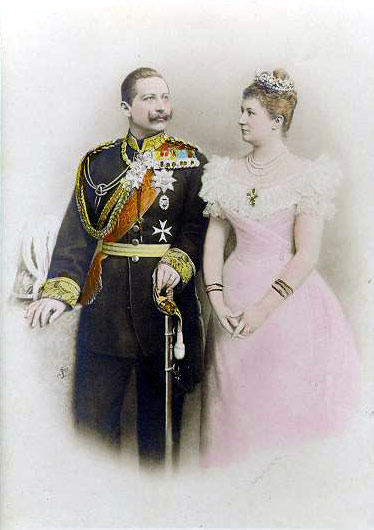
1881: Wilhelm II. und Auguste Victoria

- 1881: Prinz Wilhelm von Preußen vermählt sich in Berlin mit Auguste Viktoria von Schleswig-Holstein-Sonderburg-Augustenburg. Die beiden werden später das deutsche Kaiserpaar.
- 1992: Der österreichische Schriftsteller und Kriminelle Jack Unterweger wird in Miami von FBI-Beamten festgenommen. Er wird wegen des Verdachts gesucht, mehrere Morde begangen zu haben.

### Religion
- 1578: Das Emder Religionsgespräch zwischen Reformierten und Mennoniten beginnt. Unter den vereinbarten 14 Gesprächspunkten befinden sich unter anderem Fragen der Dreifaltigkeit, der Prädestination, des Kirchenbanns, der Taufe und des Abendmahls.
- 1764: Papst Clemens XIII. verbietet die Lektüre des unter dem Pseudonym Justinus Febronius im Jahr zuvor erschienenen Buches De statu ecclesiae et legitima potestate Romani pontificis liber singularis und setzt es auf den Index Librorum Prohibitorum. Die Verbreitung der Gedanken des Febronianismus durch mehrere Nachdrucke stoppt dies nicht. Dem Trierer Weihbischof Johann Nikolaus von Hontheim wird nach seiner Enttarnung als Autor Jahre später ein Widerruf auferlegt.
- 1767: Der spanische König Karl III. erlässt ein Jesuitenverbot. Die Jesuiten werden daraufhin verhaftet und außer Landes geschafft, auch aus den spanischen Kolonien in Amerika.

1905: Berliner Dom

- 1905: Der Neubau des Berliner Doms wird in Anwesenheit des deutschen Kaiserpaares eingeweiht.

### Katastrophen
- 1916: Der britische Passagierdampfer Maloja sinkt zwei Meilen vor Dover durch das Auflaufen auf eine Mine, die von einem deutschen U-Boot einige Tage vorher gelegt worden ist, 155 Passagiere und Besatzungsmitglieder ertrinken. Der Untergang der Maloja ist einer der größten Verluste für die britische Reederei P & O.

Kleinere Unglücksfälle sind in den Unterartikeln von Katastrophe und in der Liste von Katastrophen aufgeführt.

### Sport
- 1900: Nach einem Streit mit der Vereinsführung des MTV München von 1879 spalten sich elf Fußballspieler ab und gründen den FC Bayern München.

Einträge von Leichtathletik-Weltrekorden befinden sich unter der jeweiligen Disziplin unter Leichtathletik.

## Geboren

### Vor dem 19. Jahrhundert
- zwischen 270 und 288: Konstantin der Große, römischer Kaiser
- 1427: Ruprecht von der Pfalz, Erzbischof von Köln
- 1500: João de Castro, portugiesischer Feldherr und Seefahrer
- 1539: Franciscus Raphelengius der Ältere, flämischstämmiger Buchdrucker und Gelehrter
- 1554: Giovanni Battista Paggi, italienischer Kunstschriftsteller und Maler
- 1575: Johann Adolf, Fürstbischof von Lübeck und Bischof von Bremen und Hamburg, Herzog von Schleswig-Holstein-Gottorf
- 1577: Thomas Lansius, Professor am Collegium Illustre und an der Universität Tübingen
- 1591: Hans Bien, Zeichner und Steinmetz der Stadt Nürnberg
- 1607: Christian Keimann, deutscher Pädagoge und Dichter
- 1607: Giovan Francesco Loredan, italienischer Schriftsteller
- 1667: Luise Charlotte Radziwill, litauische calvinistische Adelige
- 1702: Johann Valentin Görner, deutscher Komponist
- 1704: Johann Gottfried Höre, deutscher Pädagoge
- 1705: Peter Artedi, schwedischer Naturforscher
- 1707: Johann Christian Stock, deutscher Mediziner
- 1711: Constantin Mavrocordat, Fürst der Walachei und Fürst von Moldau

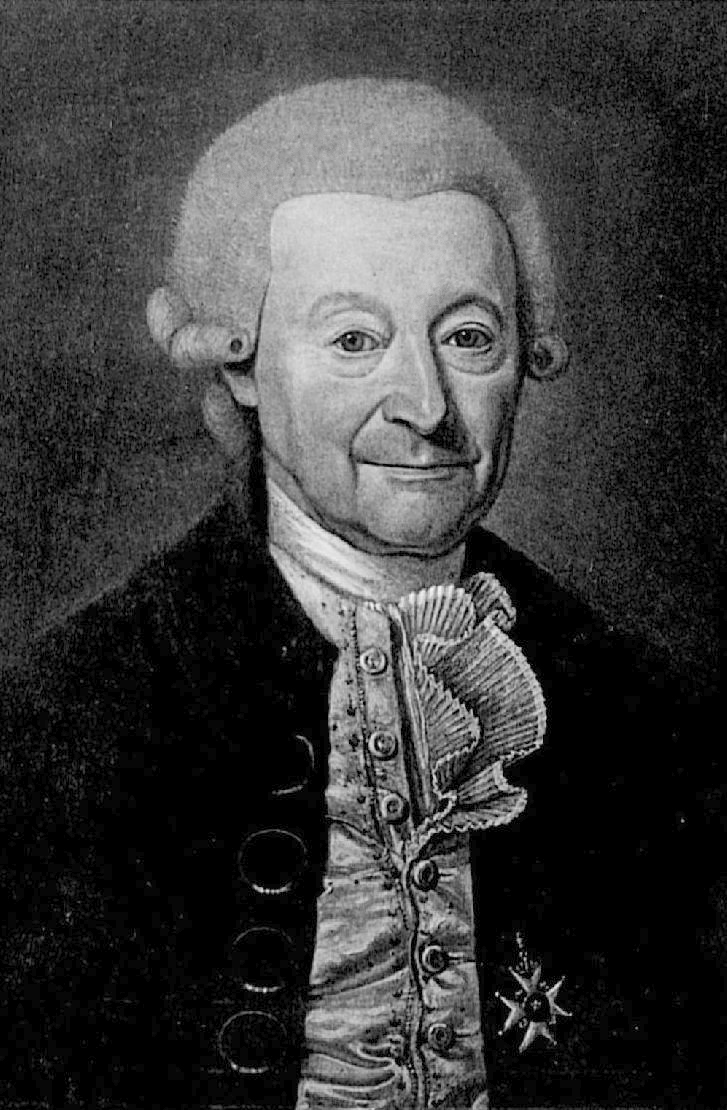
Johann David Michaelis (* 1717)

- 1717: Johann David Michaelis, deutscher Theologe und Orientalist
- 1723ː Christiane Eleonore zu Dohna-Lauck, deutsche Dichterin, Adlige und Äbtissin
- 1724: Levin Gideon Friedrich von Apenburg, preußischer Kavallerieoffizier
- 1724: Friedrich Michael, kaiserlicher Feldmarschall, Pfalzgraf und Herzog von Zweibrücken-Birkenfeld und Graf von Rappoltstein
- 1727: Karl Theophil Döbbelin, deutscher Theaterdirektor und Schauspieler
- 1734: Karol Stanisław Radziwiłł, Woiwode von Wilna und Starost von Lemberg
- 1746: Carl Gottlieb Svarez, preußischer Jurist und Justizreformer
- 1748: Anders Sparrman, schwedischer Naturkundler
- 1752: Christian Gottfried Friedrich Assmann, deutscher Ökonomie- und Kameralwissenschaftler
- 1756: Johann Jakob Cella, deutscher Jurist
- 1756: Heinrich XLVII. Reuß zu Köstritz, preußischer Regierungspräsident
- 1770: Juan Bautista Arriaza y Superviela, spanischer Staatsmann und Dichter
- 1775: Thomas B. Robertson, US-amerikanischer Politiker
- 1787: Leopold von Rauch, preußischer Generalmajor
- 1791: Román Antonio Deheza, argentinischer General und Gouverneur
- 1792: Baldomero Espartero, spanischer General, Politiker und Regent
- 1793: Carl Friedrich Wilhelm Berg, deutscher Landwirt
- 1793: Philipp Peter Crößmann, deutscher evangelischer Theologe
- 1797: Wilhelm Meinhold, deutscher Schriftsteller und Pfarrer
- 1799: Edward Belcher, britischer Polarforscher
- 1799: Frederick Catherwood, britischer Architekt, Maler, Archäologe und Forschungsreisender

### 19. Jahrhundert

#### 1801–1850
- 1803: Wilhelm Krause, deutscher Maler

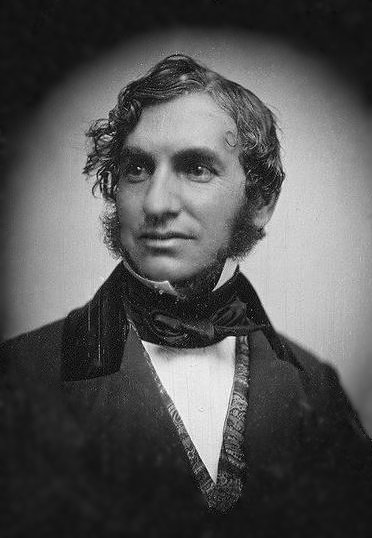
Henry Wadsworth Longfellow (* 1807)

- 1807: Henry Wadsworth Longfellow, US-amerikanischer Schriftsteller, Lyriker, Übersetzer und Dramatiker
- 1808: August Giacomo Jochmus, österreichischer Feldmarschallleutnant und deutscher Reichsminister
- 1812: Emmy Danckwerts, deutsche Diakonisse und als Oberin erste Leiterin des Henriettenstiftes in Hannover
- 1812: Pieter Harting, niederländischer Mediziner, Geologe, Hydrologe und Botaniker
- 1813ː Clotilde Koch-Gontard, Unternehmerin, Salonnière, Verfasserin eines Tagebuches über die Nationalversammlung 1848
- 1814: François Bertholet, Schweizer evangelischer Geistlicher
- 1815: Wilhelmine Canz, Gründerin des Mutterhauses Großheppach
- 1815: Franz Pfeiffer, deutscher Germanist
- 1818: Charles Gordon-Lennox, 6. Duke of Richmond, britischer Politiker
- 1819: Hanno Rhomberg, deutscher Genremaler
- 1822: Enno Sander, deutscher Revolutionär von 1848 und US-amerikanischer Pharmazeut
- 1823: Bernhard von Werder, preußischer General der Infanterie
- 1823: William Buel Franklin, US-amerikanischer General der Union im amerikanischen Bürgerkrieg
- 1824: Robert von Keudell, deutscher Diplomat
- 1825: Ludwig Heinrich Grote, deutscher Theologe und Publizist (Welfenpastor)
- 1826ː Marie Zedelius, deutsche Schriftstellerin
- 1828: Kanō Hōgai, japanischer Maler
- 1831: Nikolai Nikolajewitsch Ge, russischer Maler
- 1831: Oskar von Soden, deutscher Diplomat
- 1834: Herman Riegel, Kunsthistoriker und Museumsdirektor
- 1835: Johannes Blumer-Egloff, Schweizer Textilunternehmer, Numismatiker und freisinniger Politiker
- 1836: Russell Alexander Alger, US-amerikanischer Politiker

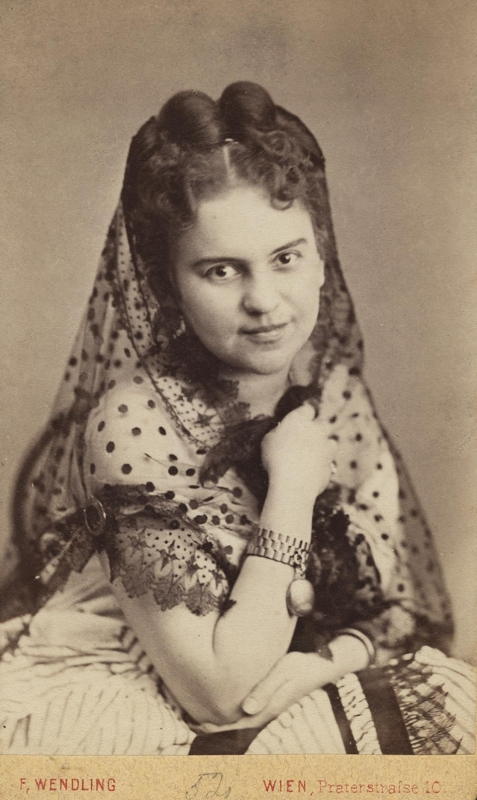
Josefine Gallmeyer (* 1838)

- 1838: Josefine Gallmeyer, österreichische Schauspielerin
- 1839: Victor Capoul, französischer Opernsänger
- 1846: Simon Bamberger, deutsch-US-amerikanischer Unternehmer und Politiker
- 1846: Franz Mehring, deutscher Publizist, Politiker und Historiker
- 1847: Ellen Terry, britische Bühnenschauspielerin
- 1848: Hubert Parry, britischer Komponist
- 1849: Václav Beneš Třebízský, tschechischer Schriftsteller und Priester
- 1850ː Laura E. Richards, US-amerikanische Schriftstellerin

#### 1851–1900
- 1853: Jules Lemaître, französischer Schriftsteller
- 1853: Josef Holeček, tschechischer Schriftsteller, Übersetzer und Journalist
- 1856: Mattia Battistini, italienischer Opern- und Konzertsänger

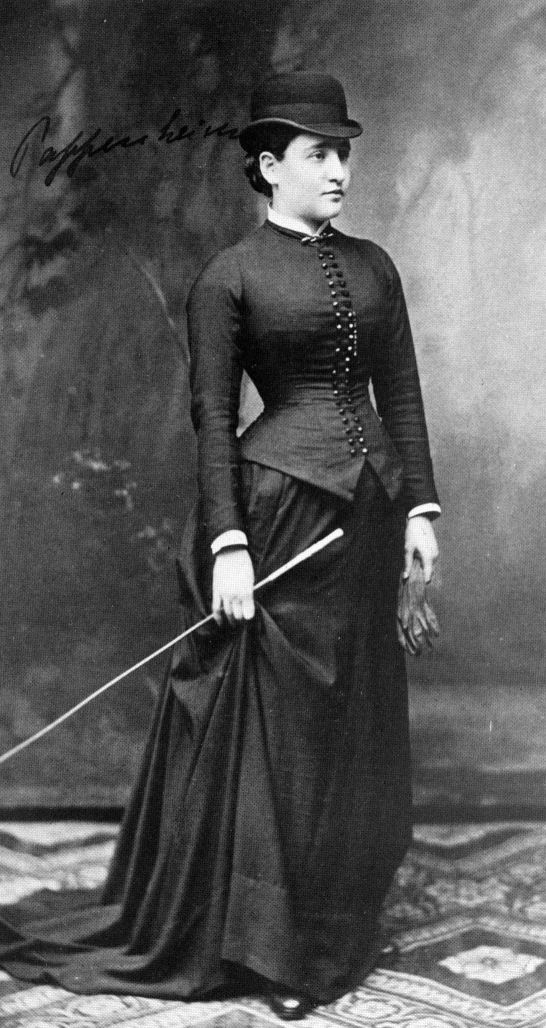
Bertha Pappenheim (* 1859)

- 1859: Bertha Pappenheim, österreichisch-deutsche Frauenrechtlerin und Sozialpionierin, Gründerin des Jüdischen Frauenbundes, Patientin Anna O. von Sigmund Freud
- 1861: Rudolf Steiner, österreichischer Esoteriker und Philosoph, Begründer der Anthroposophie
- 1862: Sophie Gräfin Attems-Heiligenkreuz, österreichische Schriftstellerin
- 1863: George Herbert Mead, US-amerikanischer Philosoph und Psychologe
- 1863: Otto Reiniger, schwäbischer Landschaftsmaler des Impressionismus
- 1863: Joaquín Sorolla, spanischer Maler und Grafiker des Impressionismus
- 1865: Jacques Mieses, deutsch-britischer Schachspieler
- 1867: Irving Fisher, US-amerikanischer Ökonom
- 1867: Wilhelm Peterson-Berger, schwedischer Komponist und Musikkritiker
- 1869: Baldomero Aguinaldo, philippinischer Revolutionsführer und General
- 1869: Henry Chandler Cowles, US-amerikanischer Botaniker und Vegetationskundler
- 1870: Louis Adolphe Coerne, US-amerikanischer Komponist
- 1872: Ellery Sedgwick, US-amerikanischer Schriftsteller und Herausgeber des The Atlantic Monthly
- 1875: Julius Asch, deutscher Gewerkschafter und Politiker
- 1875: Manuel Ugarte, argentinischer Schriftsteller
- 1877: Adela Verne, englische Komponistin, Pianistin und Musikpädagogin
- 1878: Gretchen Wohlwill, deutsche Malerin
- 1879: Wilhelm von Arnim-Lützlow, deutscher Autor
- 1879: Mads Nielsen, dänischer Schriftsteller
- 1880: José Armándola, deutscher Komponist und Pianist
- 1880: Ernst Otto Oßwald, deutscher Architekt
- 1881: Luitzen Egbertus Jan Brouwer, niederländischer Mathematiker

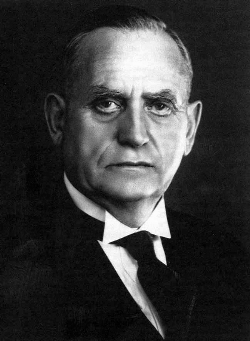
Sveinn Björnsson (* 1881)

- 1881: Sveinn Björnsson, erster Präsident von Island
- 1882: Edmund Glaise-Horstenau, österreichischer Vizekanzler und General der Infanterie
- 1885: Helene Croner, deutsche Geigerin und Musikpädagogin
- 1886: Hugo Black, US-amerikanischer Politiker und Jurist
- 1887: Pjotr Nikolajewitsch Nesterow, russischer Pilot und Flugzeugkonstrukteur
- 1888: Roberto Assagioli, italienischer Arzt, Psychiater und Psychotherapeut
- 1888: Hedwig Conrad-Martius, deutsche Philosophin

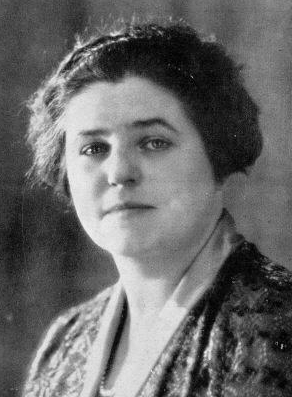
Lotte Lehmann (* 1888)

- 1888: Lotte Lehmann, deutsch-US-amerikanische Opernsängerin (Sopran), Schriftstellerin und Dichterin
- 1889: Willie Jahn, deutscher Mittelstreckenläufer
- 1889: James Berkeley Larsen, US-amerikanischer Politiker
- 1890: Freddie Keppard, US-amerikanischer Kornettist
- 1890: Ernst Winsauer, österreichischer Politiker
- 1891: Arie Bijvoet, niederländischer Fußballspieler
- 1891: Issay Dobrowen, russisch-norwegischer Komponist, Dirigent und Pianist
- 1891: Flérida de Nolasco, dominikanischer Literatur- und Musikwissenschaftlerin
- 1893: Jóse Artes de Arcos, spanischer Erfinder und Unternehmer
- 1893: Bert Mee, englischer Fußballschiedsrichter
- 1894: Traugott Vogel, Schweizer Schriftsteller
- 1897: Edmond Romulus Amateis, US-amerikanischer Bildhauer und Lehrer
- 1897: Bernard Ferdinand Lyot, französischer Astronom
- 1897: Marian Anderson, US-amerikanische Opernsängerin (Alt)
- 1898: Oskar Audörsch, deutscher Generalmajor
- 1898: Bronisław Rutkowski, polnischer Organist, Musikwissenschaftler und -pädagoge
- 1899: Charles Best, US-amerikanischer Physiologe und Biochemiker
- 1899: Ian Keith, US-amerikanischer Theater- und Filmschauspieler
- 1900: Luiz Americano, brasilianischer Klarinettist, Saxophonist und Komponist
- 1900: Niels Clemmensen, dänischer Pianist und Komponist
- 1900: Valentin Tomberg, russischer Rechtswissenschaftler und Mystiker

### 20. Jahrhundert

#### 1901–1925

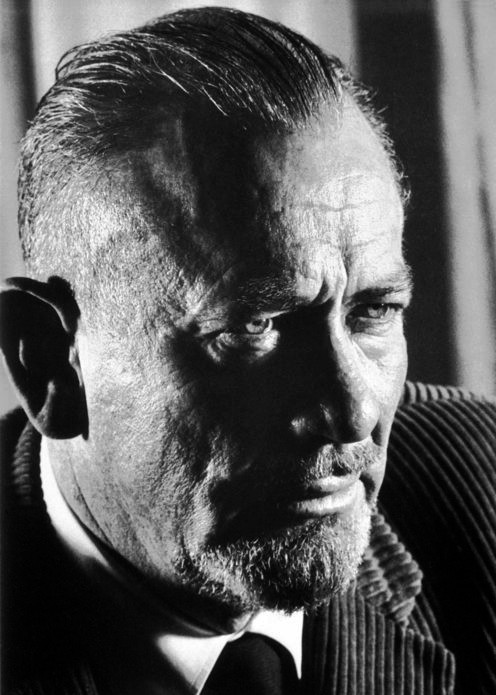
John Steinbeck (* 1902)

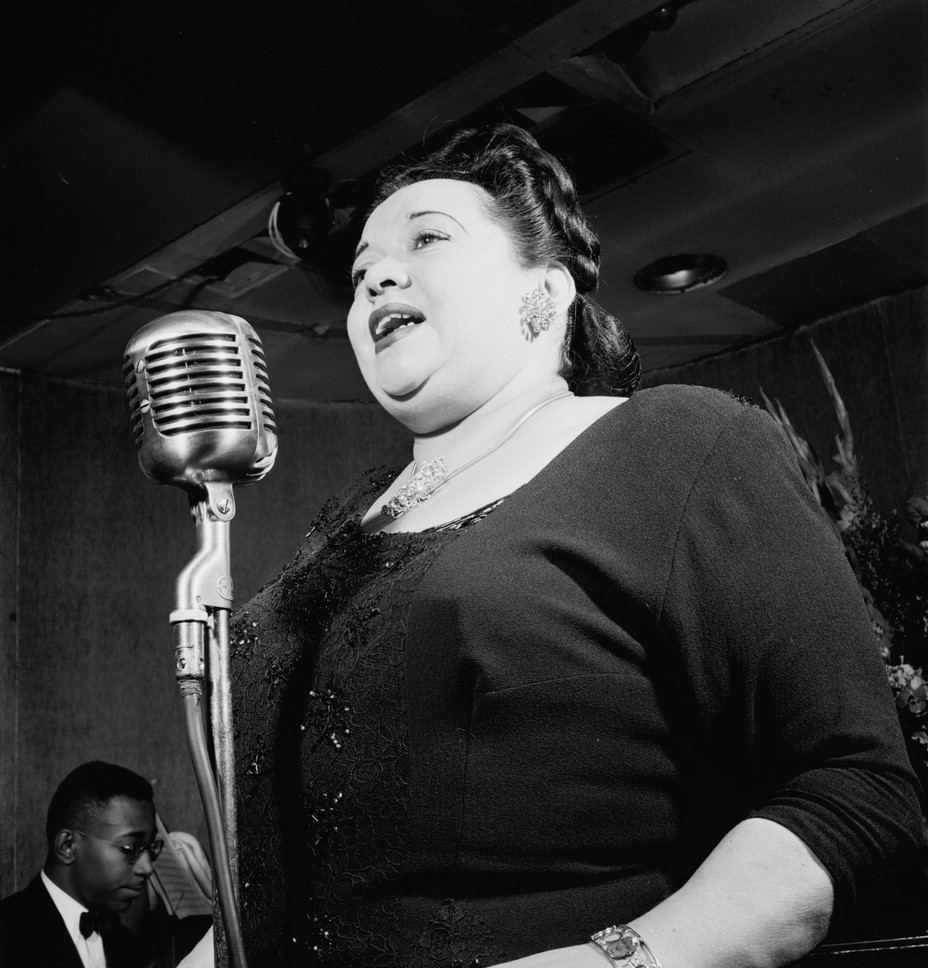
Mildred Bailey (* 1907)

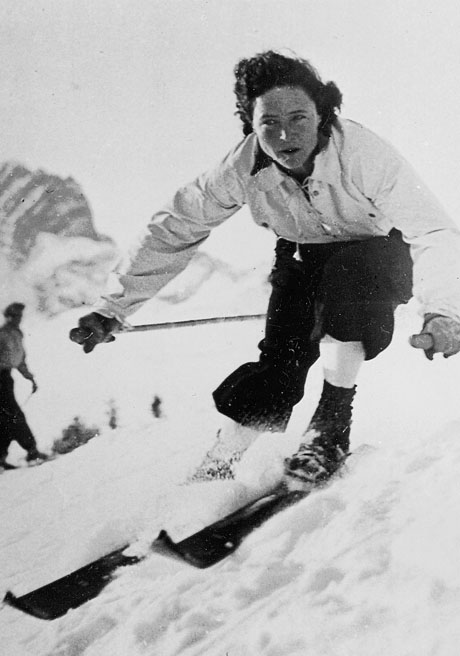
Paula Wiesinger (* 1907)

- 1901: Elizabeth Hill, US-amerikanische Drehbuchautorin
- 1901: Marino Marini, italienischer Bildhauer und Grafiker
- 1901: Goffredo Zehender, italienischer Automobilrennfahrer
- 1902: John Steinbeck, US-amerikanischer Schriftsteller, Nobelpreisträger
- 1902: Lúcio Costa, brasilianischer Architekt und Stadtplaner
- 1902: Alexander Iwanowitsch Uspenski, sowjetischer Funktionär im Staatssicherheits- und Geheimdienst, Leiter von Tscheka, GPU und NKWD
- 1902: Michał Wiłkomirski, polnischer Geiger, Bratschist und Musikpädagoge
- 1903: Henry Deyglun, kanadischer Schauspieler, Regisseur und Autor französischer Herkunft
- 1903: Fred Oelßner, deutscher Wirtschaftswissenschaftler und Parteifunktionär in der DDR
- 1903: Grethe Weiser, deutsche Schauspielerin
- 1904: Josef Maria Camenzind, Schweizer Geistlicher und Schriftsteller
- 1904: André Leducq, französischer Radrennfahrer
- 1904: Theodor Ritterspach, deutscher Jurist, Richter des Bundesverfassungsgerichts
- 1905: Franchot Tone, US-amerikanischer Filmschauspieler
- 1905: Jean Trévoux, französischer Automobilrennfahrer
- 1906: Milo Barus, deutscher Kraftsportler („stärkster Mann der Welt“)
- 1906: Erwin Damerow, deutscher Bildhauer
- 1906: Erich Kern, österreichischer Schriftsteller und Publizist
- 1906: Ludwig Zirner, US-amerikanisch-österreichischer Musiker (Konzertpianist) und Opernregisseur
- 1907: Mildred Bailey, US-amerikanische Sängerin
- 1907: Hermann Buse, deutscher Radrennfahrer
- 1907: Egon von Tresckow, deutscher Illustrator, Comiczeichner und Karikaturist
- 1907: Walter Wolf, deutscher Politiker
- 1907ː Paula Wiesinger, italienische Bergsteigerin, Skirennläuferin, Weltmeisterin
- 1908: Walter Ludin, Schweizer Steuermann im Rudern
- 1909: Karl-Theodor Braun, deutscher Maschinenbauingenieur und Hochschullehrer
- 1910: Joan Bennett, US-amerikanische Filmschauspielerin
- 1910: Genrich Gasparjan, sowjetischer Schachmeister und Komponist von Endspielstudien
- 1910: Wolfgang Preiss, deutscher Schauspieler
- 1910: Alois Schnabel, österreichischer Feldhandballspieler
- 1911: Julio Curatella, argentinischer Ruderer
- 1911: Heinz Starke, deutscher Politiker, MdB, Bundesminister
- 1912: Lawrence Durrell, britischer Schriftsteller und Diplomat
- 1912: Eliška Kleinová, tschechische Klavierpädagogin
- 1913: Paul Ricœur, französischer Philosoph
- 1913: Kazimierz Sabbat, polnischer Jurist, Unternehmer und Politiker
- 1913: Irwin Shaw, US-amerikanischer Schriftsteller und Drehbuchautor
- 1914: Winifred Atwell, Pianistin aus Trinidad
- 1914: Ási í Bæ, isländischer Schriftsteller
- 1915: Hans Bambey, deutscher General
- 1915: Erich Schellow, deutscher Schauspieler
- 1915: Frieda Vahrenhorst, deutsche politische Aktivistin, im Widerstand gegen den Nationalsozialismus

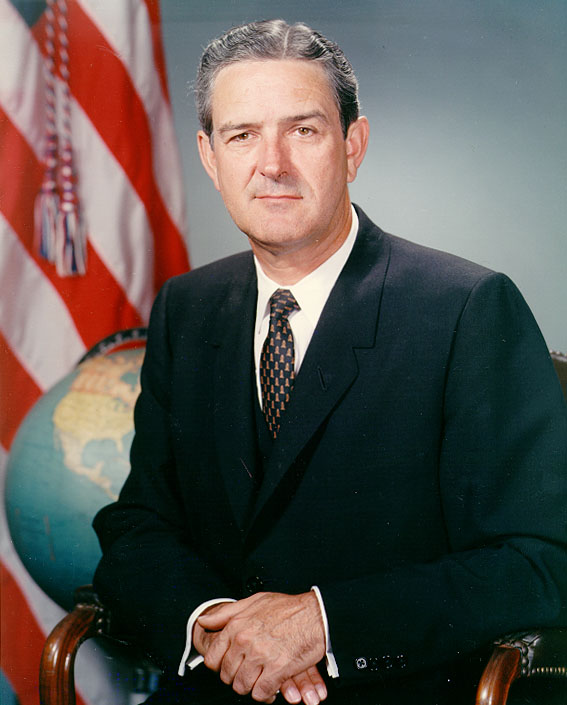
John Connally (* 1917)

- 1917: John Connally, US-amerikanischer Politiker, Gouverneur von Texas
- 1919: Denis Matthews, britischer Pianist, Musikpädagoge und -wissenschaftler
- 1919: Roman Haubenstock-Ramati, polnisch-österreichischer Komponist Neuer Musik
- 1920: Julian Jaynes, US-amerikanischer Psychologe
- 1920: Helmuth Johannsen, deutscher Fußballtrainer
- 1921: Michael Fox, US-amerikanischer Schauspieler
- 1921: András Szőllősy, ungarischer Komponist und Musikwissenschaftler
- 1922: Tilemann Grimm, deutscher Sinologe
- 1922: Erna Roth-Oberth, siebenbürgisch-deutsche Juristin, Gründerin des Hermann-Oberth-Raumfahrt-Museums
- 1923: Bienvenido Bustamante López, dominikanischer Komponist und Klarinettist
- 1923: Dexter Gordon, US-amerikanischer Tenorsaxophonist
- 1923: Viktor Kalabis, tschechischer Komponist
- 1924: Heimo Erbse, deutscher Komponist und Opernregisseur
- 1925: Guy Amouretti, französischer Tischtennisspieler
- 1925: Egidius Braun, deutscher Sportfunktionär, Präsident des Deutschen Fußball-Bundes
- 1925: Hans Fauser, deutscher Fußballspieler
- 1925: Hardrock Gunter, US-amerikanischer Country- und Rockabilly-Sänger
- 1925: Erich Schmidt, deutscher Ringer
- 1925: Pía Sebastiani, argentinische Pianistin

#### 1926–1950
- 1926: Elisabeth Borchers, deutsche Schriftstellerin
- 1926: David H. Hubel, kanadischer Biologe

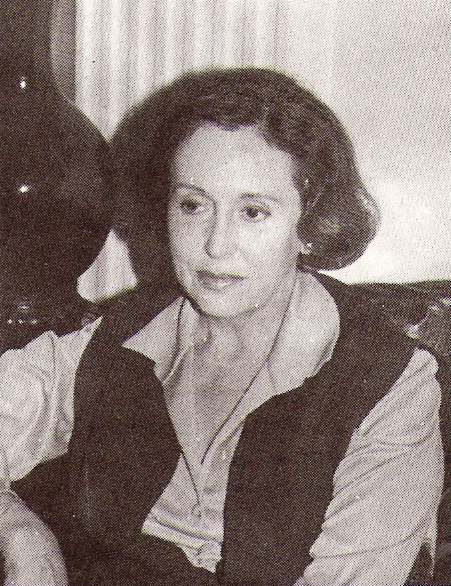
Martha Mercader (* 1926)

- 1926: Martha Mercader, argentinische Schriftstellerin und Journalistin, Theaterautorin, Filmschaffende und Politikerin
- 1927: Jarl Kulle, schwedischer Schauspieler
- 1927: Guy Mitchell, US-amerikanischer Popsänger und Schauspieler
- 1927: Fredi Pankonin, deutscher Handballtorwart
- 1928: René Clemencic, österreichischer Musikwissenschaftler, Dirigent, Komponist, Organist, Cembalist und Blockflötist
- 1928: Klaus Dick, deutscher Priester, Kölner Weihbischof
- 1928: Wolfgang Fischer, deutscher Leichtathlet
- 1928: Vera Friedländer, deutsche Schriftstellerin
- 1928: Alexander Götz, österreichischer Politiker
- 1928: Fred Gebhardt, deutscher Politiker, MdL, MdB
- 1928: Heinrich Heß, deutscher Kanute
- 1928: Alfred Hrdlicka, österreichischer Bildhauer und Zeichner, Maler und Grafiker
- 1928: Klaus Hugo, deutscher Komponist
- 1929: Philip Arp, deutscher Schauspieler, Kabarettist, Autor und Regisseur
- 1929: Sonny Gandee, US-amerikanischer American-Football-Spieler
- 1929: Djalma Santos, brasilianischer Fußballspieler
- 1929: Kurt Schier, deutscher Philologe
- 1930: Berndt Heydemann, deutscher Biologe und Politiker, Umweltminister von Schleswig-Holstein
- 1930: Joanne Woodward, US-amerikanische Schauspielerin
- 1931: Ekkehard Fluck, deutscher Chemiker
- 1931ː Kazuko Shiraishi, japanische Dichterin und Übersetzerin
- 1931: Hans Staub, Schweizer Romanist, Komparatist, Literaturwissenschaftler und Übersetzer
- 1931: Walter Santesso, italienischer Schauspieler, Regisseur und Drehbuchautor
- 1932: Roger Boutry, französischer Komponist und Professor
- 1932: Gerhard Braun, deutscher Musiker
- 1932: Ernst Hinterseer, österreichischer Skirennläufer

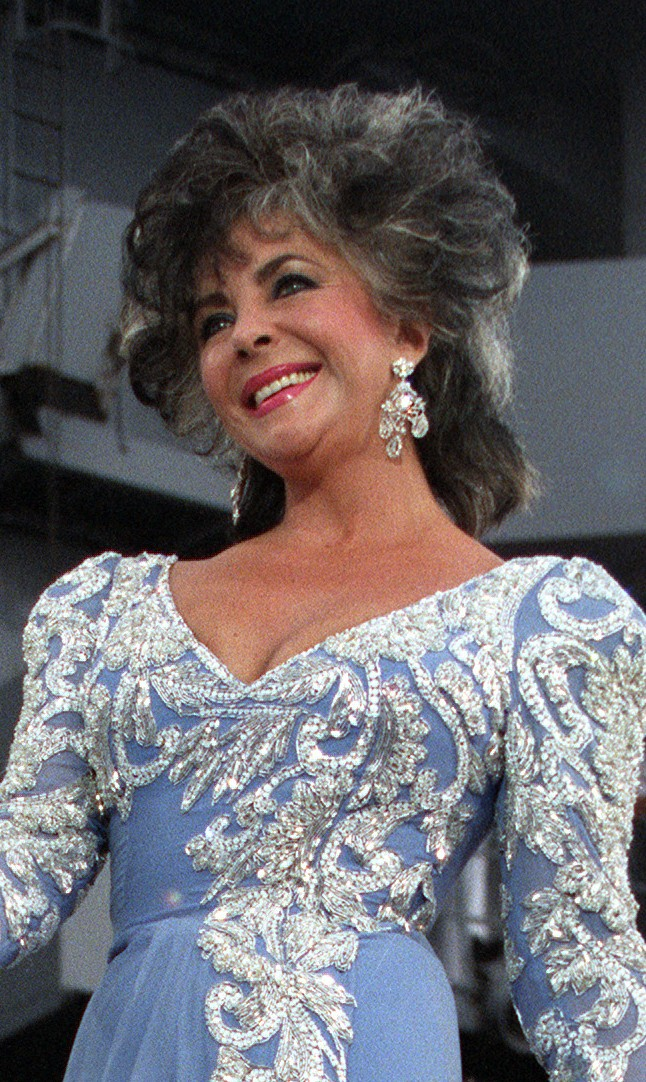
Elizabeth Taylor (* 1932)

- 1932: Elizabeth Taylor, US-amerikanisch-britische Schauspielerin
- 1932: László Sárosi, ungarischer Fußballspieler und -trainer
- 1933: Stan Anderson, englischer Fußballspieler und -trainer
- 1933: Raymond Berry, US-amerikanischer American-Football-Spieler und -Trainer
- 1933: Albert Caspers, deutscher Manager im Automobilbau (Ford), Fußballfunktionär
- 1933: Edward Lucie-Smith, britischer Dichter, Journalist und Kunsthistoriker aus Jamaika
- 1933: Marek Mietelski, polnischer Pianist und Musikpädagoge
- 1933: Hans Hermann Reschke, deutscher Manager und Politiker
- 1934: Hanns Brinckmann, deutscher Radrennfahrer
- 1934: N. Scott Momaday, US-amerikanischer Schriftsteller, Literaturwissenschaftler und Maler
- 1934: Ralph Nader, US-amerikanischer Verbraucheranwalt und Politiker
- 1934: Inge Trisch, deutsche Fernsehautorin und Redakteurin
- 1935: Eleanor Antin, US-amerikanische Künstlerin
- 1935: Mirella Freni, italienische Sopranistin
- 1935: Theodor Hoffmann, deutscher Admiral, Chef der Volksmarine und der NVA, Minister für Nationale Verteidigung der DDR
- 1935: Margarete Jehn, deutsche Schriftstellerin und Liedermacherin
- 1936: Johannes Kaiser, deutscher Leichtathlet
- 1936: Peter Krause, deutscher Rechtswissenschaftler und Richter
- 1936: Roger Michael Mahony, US-amerikanischer Kardinal und Erzbischof von Los Angeles
- 1936: Virginia Maskell, britische Schauspielerin
- 1938: Jennifer Lash, britische Schriftstellerin
- 1939: Franco Sbarro, italienischer Designer und Entwickler von Kraftfahrzeugen
- 1939: Kenzō Takada, japanischer Modedesigner
- 1940: Troels Andersen, dänischer Kunsthistoriker
- 1940: Vartán Waldir Boghossian, armenisch-brasilianischer Bischof
- 1940: Ruth Brandin, deutsche Schlagersängerin
- 1940: Barbara Collier, kanadische Sopranistin
- 1940: Friedel Rausch, deutscher Fußballspieler und -trainer
- 1941: Charlotte Stewart, US-amerikanische Schauspielerin
- 1941: Gabriel Zubeir Wako, sudanesischer Priester, Erzbischof von Khartoum und Kardinal
- 1941: Paddy Ashdown, britischer Politiker und UN-Diplomat
- 1941: Rudolf Kraus, deutscher Politiker, MdB

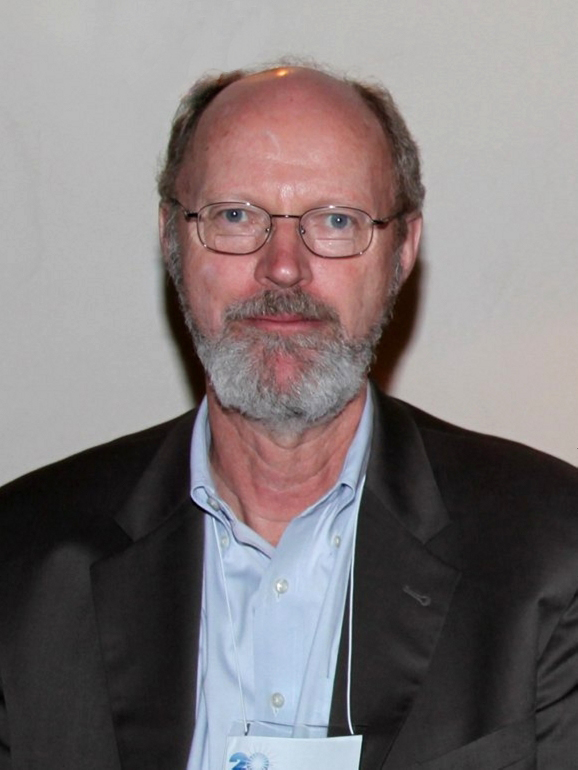
Robert Grubbs (* 1942)

- 1942: Robert Grubbs, US-amerikanischer Chemiker, Nobelpreisträger
- 1942: Klaus-Dieter Sieloff, deutscher Fußballspieler
- 1943: Luiz Aquila, brasilianischer Maler
- 1943: Tom Astor, deutscher Sänger und Komponist, Texter und Produzent
- 1943: Morten Lauridsen, US-amerikanischer Komponist
- 1943: Costin Miereanu, rumänisch-französischer Komponist
- 1943: Manfred Müller, deutscher Politiker, MdB
- 1943: Carlos Alberto Parreira, brasilianischer Fußballtrainer
- 1945: Carl Anderson, US-amerikanischer Sänger und Schauspieler
- 1945: Ulrich Gressieker, deutscher Schauspieler
- 1945: Daniel Olbrychski, polnischer Schauspieler
- 1945: Jean-Claude Olivier, französischer Motorradrennfahrer und Motorsportfunktionär
- 1945: Danny Rivera, puerto-ricanischer Sänger
- 1946: Mary-Claire King, US-amerikanische Genetikerin
- 1946: Nippy Noya, indonesischer Percussionist
- 1947: Giuseppe Bertolucci, italienischer Drehbuchautor und Regisseur
- 1947: Alan Guth, US-amerikanischer Physiker
- 1947: Gidon Kremer, lettischer Violinist
- 1947: Mike Montgomery, US-amerikanischer Basketballtrainer
- 1947: Lotte Nogler, italienische Skirennläuferin
- 1948: Féodor Atkine, französischer Schauspieler
- 1948: Helmut Nerlinger, deutscher Fußballspieler
- 1948: Reinhard Tramontana, österreichischer Journalist
- 1949: Kostas Arvasevičius, litauischer Politiker
- 1949: Debra Monk, US-amerikanische Schauspielerin und Sängerin
- 1950: Gilla, österreichische Sängerin

#### 1951–1975
- 1951: Steve Harley, britischer Sänger und Songschreiber
- 1951: Susanne Sievers, deutsche Archäologin
- 1951: Walter Maria de Silva, italienischer Automobildesigner

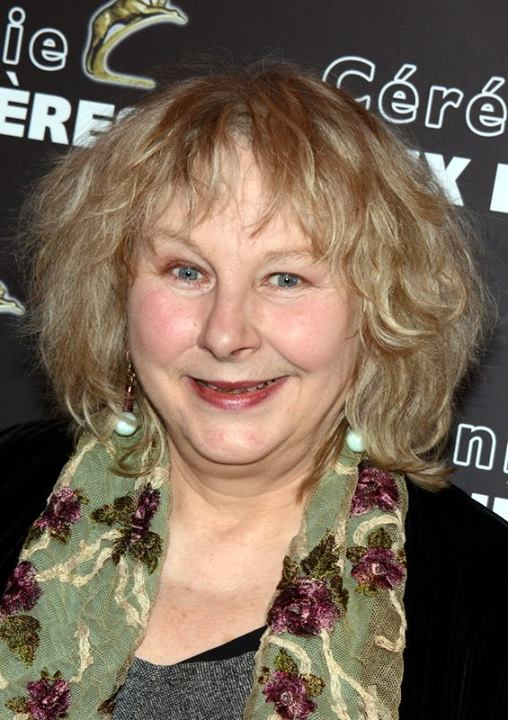
Yolande Moreau (* 1953)

- 1953: Yolande Moreau, belgische Komödiantin und Schauspielerin, Regisseurin und Drehbuchautorin
- 1954: JoAnn Falletta, US-amerikanische Dirigentin und Musikerin
- 1954: Monika Heubaum, deutsche Politikerin, MdB
- 1954: Neal Schon, US-amerikanischer Blues- und Rock-Gitarrist
- 1955: Aloun Assamba, jamaikanische Politikerin
- 1955: Peter Christopherson, britischer Musiker, Musikvideo-Regisseur und Fotograf
- 1955: Rainhard Fendrich, österreichischer Sänger und Liedermacher
- 1955: Peter Martell, österreichische Sänger und Komponist
- 1956: Brigitte Ederer, österreichische Politikerin
- 1957: Adrian Smith, britischer Rockmusiker, Gitarrist (Iron Maiden)
- 1957: Wiktor Fjodorowitsch Markin, sowjetischer Leichtathlet, Olympiasieger
- 1958: Charlotte Britz, deutsche Kommunalpolitikerin, Oberbürgermeisterin von Saarbrücken
- 1958: Christoph Güsken, deutscher Krimiautor
- 1958: Nancy Spungen, US-amerikanisches Groupie, Lebensgefährtin von Sid Vicious
- 1959: Frédéric Durieux, französischer Komponist
- 1959: Niklaus Helbling, Schweizer Theaterregisseur, Dramaturg und Autor

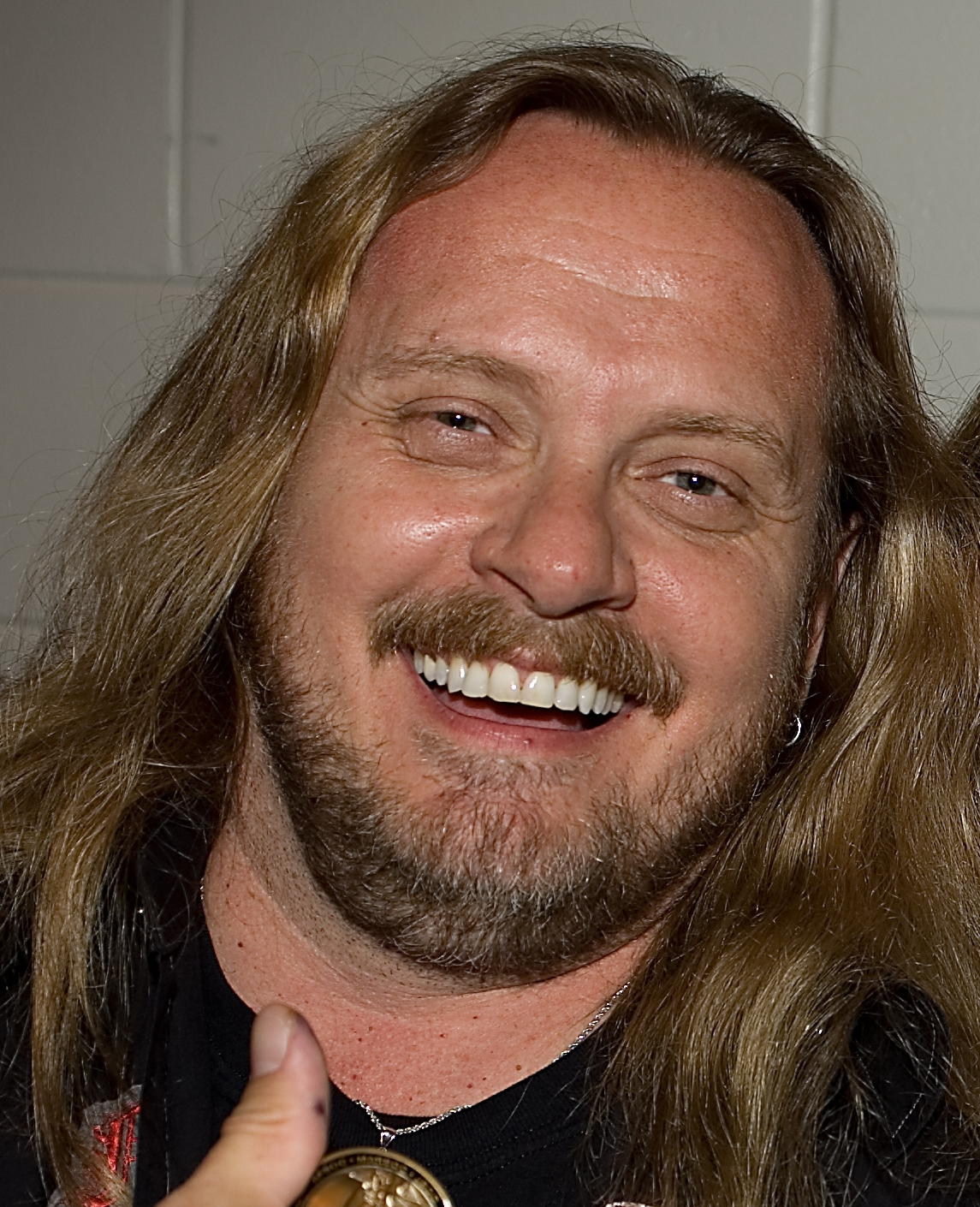
Johnny Van Zant (* 1959)

- 1959: Johnny Van Zant, US-amerikanischer Rock-Musiker
- 1960: Pär Arvidsson, schwedischer Schwimmer
- 1960: Simon Critchley, britischer Philosoph
- 1960: Andrés Gómez, ecuadorianischer Tennisspieler
- 1961: Andreas Fulterer, italienischer Sänger
- 1961: Hans-Jörg Klindt, deutscher Handballtrainer, Lehrer und ehemaliger Handballspieler
- 1962: Büne Huber, Schweizer Musiker
- 1962: Hou Xuemei, chinesische Diskuswerferin
- 1963: Martin Auer, deutscher Jazztrompeter
- 1963: Christine Béchard, mauritische Leichtathletin
- 1963: Barbara Dare, US-amerikanische Pornodarstellerin
- 1963: Pär Nuder, schwedischer Politiker
- 1964: Christian Lange, deutscher Politiker, MdB
- 1964: Thomas Lange, deutscher Ruderer, Olympiasieger
- 1965: Cübbeli Ahmet Hoca, türkischer Prediger
- 1965: Joey Calderazzo, US-amerikanischer Jazz-Pianist
- 1965: Michael Horeni, deutscher Sportjournalist
- 1965: Oliver Reck, deutscher Fußballtorhüter und -torwarttrainer
- 1966: Barbara Goldstein, deutsche Autorin

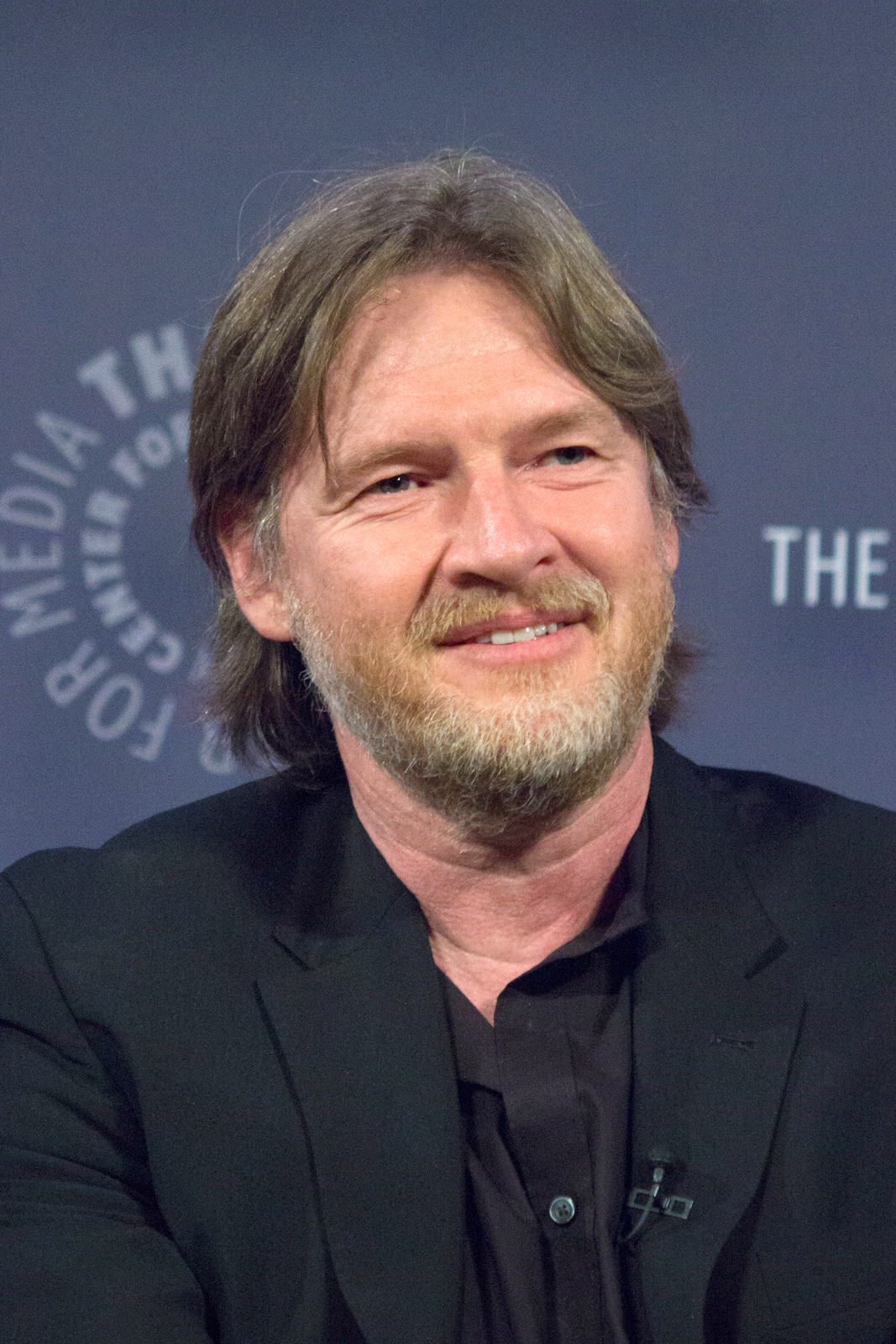
Donal Logue (* 1966)

- 1966: Donal Logue, kanadischer Schauspieler
- 1966: Pete Smith, US-amerikanischer Baseballspieler
- 1967: Volkan Konak, türkischer Sänger
- 1968: Klaus Fischer, deutscher Biologe und Professor für Zoologie
- 1968: Hennadij Mochnenko, ukrainischer Pastor und Menschenrechtsaktivist
- 1969: Frank Arens, deutscher Handballspieler
- 1969: Moisés Carlos Atisha Contreras, chilenischer Bischof
- 1969: Gareth Llewellyn, walisischer Rugbyspieler
- 1969: Julia Schmitt, deutsche Schauspielerin
- 1969: Katharina Wagner, deutsche Juristin
- 1970: Joachim Haedke, deutscher Politiker
- 1970: Jörg Teuchert, deutscher Motorradrennfahrer
- 1971: Chilli, US-amerikanische Sängerin
- 1971: Derren Brown, britischer Zauberkünstler, Mentalist und Karikaturist
- 1972: Michaël Paquay, belgischer Motorradrennfahrer
- 1972: Susan Yeagley, US-amerikanische Schauspielerin
- 1973: Peter André, britischer Sänger
- 1973: Trajče Nedev, mazedonischer Schachgroßmeister
- 1974: Colin Edwards, US-amerikanischer Motorradrennfahrer
- 1975: Aitor González Jiménez, spanischer Radrennfahrer
- 1975: Christopher B. Landon, US-amerikanischer Drehbuchautor und Filmregisseur

#### 1976–2000
- 1976: Ludovic Capelle, belgischer Radrennfahrer
- 1976: Enrico Fantini, italienischer Fußballspieler
- 1976: Rhea Harder-Vennewald, deutsche Schauspielerin
- 1977: Jennifer Isacco, italienische Bobsportlerin

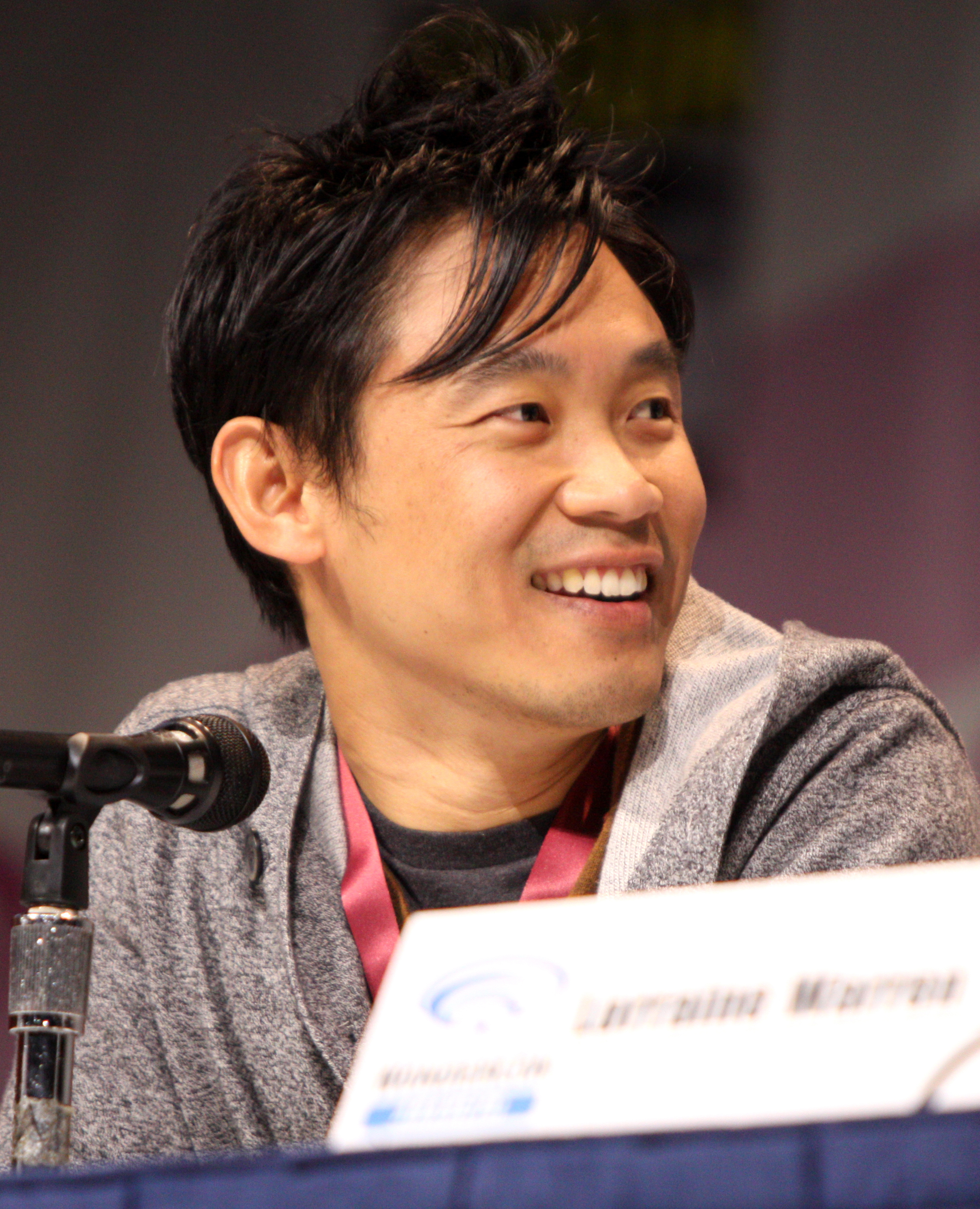
James Wan (* 1977)

- 1977: James Wan, australischer Regisseur und Drehbuchautor
- 1978: Emelie Öhrstig, schwedische Skilangläuferin
- 1980: Chelsea Clinton, Tochter des US-amerikanischen Präsidenten Bill Clinton
- 1980: Kathrin Lehmann, deutsch-schweizerische Eishockeyspielerin
- 1980: Mitja Schäfer, deutscher Fußballspieler
- 1980: Bobby V, US-amerikanischer R&B-Sänger
- 1981: Stefanie Böhler, deutsche Skilangläuferin
- 1981: Evi Goffin, belgische Sängerin
- 1981: Josh Groban, US-amerikanischer Sänger (Bariton)
- 1982: Bruno Soares, brasilianischer Tennisspieler
- 1983: Kate Mara, US-amerikanische Schauspielerin
- 1983: Laura Moylan, australische Schachspielerin
- 1984: James Augustine, US-amerikanischer Basketballspieler
- 1984: Akseli Kokkonen, finnisch-norwegischer Skispringer
- 1984: Sarazar, deutscher Youtuber
- 1984: Laura Thies, deutsche Regisseurin
- 1985: Asami Abe, japanische Sängerin und Schauspielerin
- 1985: Otman Bakkal, niederländischer Fußballspieler
- 1985: Dinijar Biljaletdinow, russischer Fußballspieler
- 1986: Franziska Jünger, deutsche Schauspielerin
- 1987: Walerij Andrijzew, ukrainischer Ringer
- 1987: Anna Blässe, deutsche Fußballspielerin
- 1987: Maximiliano Moralez, argentinischer Fußballer
- 1988: Adrian Honkisz, polnischer Straßenradrennfahrer
- 1989: Koo Ja-cheol, südkoreanischer Fußballspieler
- 1990: Hanna Mall, deutsche Schauspielerin und Sängerin
- 1990: Beate Scheffknecht, österreichische Handballspielerin

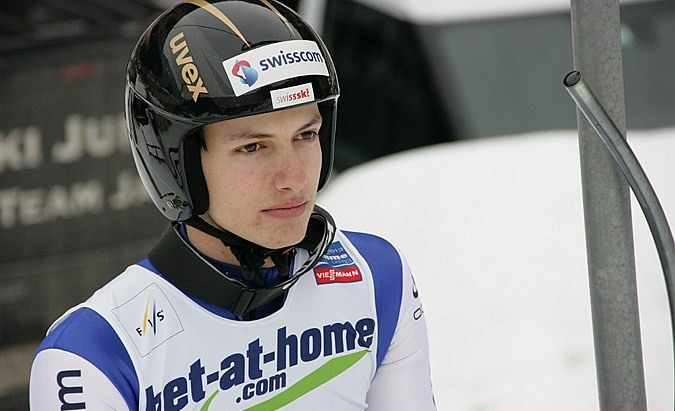
Gregor Deschwanden (* 1991)

- 1991: Gregor Deschwanden Schweizer Skispringer
- 1992: Martina Dubovská, tschechisch-slowakische Skirennläuferin
- 1992: Meyers Leonard, US-amerikanischer Basketballspieler
- 1992: Jonjo Shelvey, englischer Fußballspieler
- 1993: Alphonse Aréola, französischer Fußballtorwart
- 1994: Henri Battilani, italienischer Skirennläufer
- 1996: Valentin Hasse-Clot, französischer Automobilrennfahrer
- 1996: Aurélien Paret-Peintre, französischer Radrennfahrer
- 1996: Kirill Strelzow, russischer Biathlet
- 1997: Valerie Bast, österreichische Schauspielerin
- 1997: Uğur Tezel, deutsch-türkischer Fußballspieler
- 1998: Lars Bünning, deutscher Fußballspieler
- 1998: Felix Gall, österreichischer Radrennfahrer
- 1998: Kristian Lauvik Gjelstad, norwegischer Telemarker

### 21. Jahrhundert
- 2001: Johann Ngounou Djayo, deutscher Fußballspieler

## Gestorben

### Vor dem 18. Jahrhundert
- 0802: Egino, Bischof von Verona
- 0906: Konrad der Ältere, Graf im Hessengau, Vater von König Konrad I.
- 0956: Theophylaktos Lakapenos, Patriarch von Konstantinopel
- 1026: Heinrich V., Herzog von Bayern
- 1076: Gottfried IV., Herzog von Niederlothringen
- 1105: Emehard, Bischof von Würzburg
- 1167: Robert von Melun, englischer Theologe und Philosoph
- 1251: Thomas I. von Aquino, Graf von Acerra und Regent von Sizilien
- 1275: Margarete von England, Königin von Schottland
- 1297: Heinrich II., Bischof von Seckau
- 1327: William Latimer, 2. Baron Latimer, englischer Adeliger, Militär und Verwalter
- 1337: Takatsukasa Fuyunori, japanischer Adeliger und Regent
- 1397: Stjepan II. Lacković, Ban von Kroatien und Dalmatien
- 1547: Laurentius Zoch, deutscher Jurist und Rechtswissenschaftler
- 1552: Martin Schalling der Ältere, deutscher reformierter Theologe und Reformator
- 1558: Kunigunde von Brandenburg-Kulmbach, Markgräfin von Baden
- 1591: Vespasiano Gonzaga, italienischer Adliger, Vizekönig von Navarra und Valencia
- 1596: Georg Lysthenius, deutscher lutherischer Theologe
- 1598: Friedrich Dedekind, deutscher Schriftsteller und Theologe
- 1608: Henri de Bourbon, Herzog von Montpensier
- 1619: Georg von Schoenaich, deutscher Humanist und Förderer der Reformation
- 1653: Diego López de Pacheco Cabrera y Bobadilla, Vizekönig von Neuspanien und Navarra
- 1655: Francesco Molin, Doge von Venedig
- 1658: Adolf Friedrich I., Herzog zu Mecklenburg
- 1662: Pedro Porter Casanate, spanischer Offizier und Kolonialverwalter, Gouverneur von Chile
- 1667: Stanisław Potocki, Großhetman der polnischen Krone
- 1672ː Sophia Juliane von Schwarzburg-Rudolstadt, deutsche Dichterin geistlicher Lieder
- 1688: Anton Herport, Schweizer evangelischer Geistlicher
- 1699: Franz Ulrich Kinsky, tschechischer Diplomat und Staatsmann

### 18. Jahrhundert
- 1702: Müneccimbaşı Ahmed Dede, osmanischer Gelehrter, Sufi-Poet, Historiker und Autor

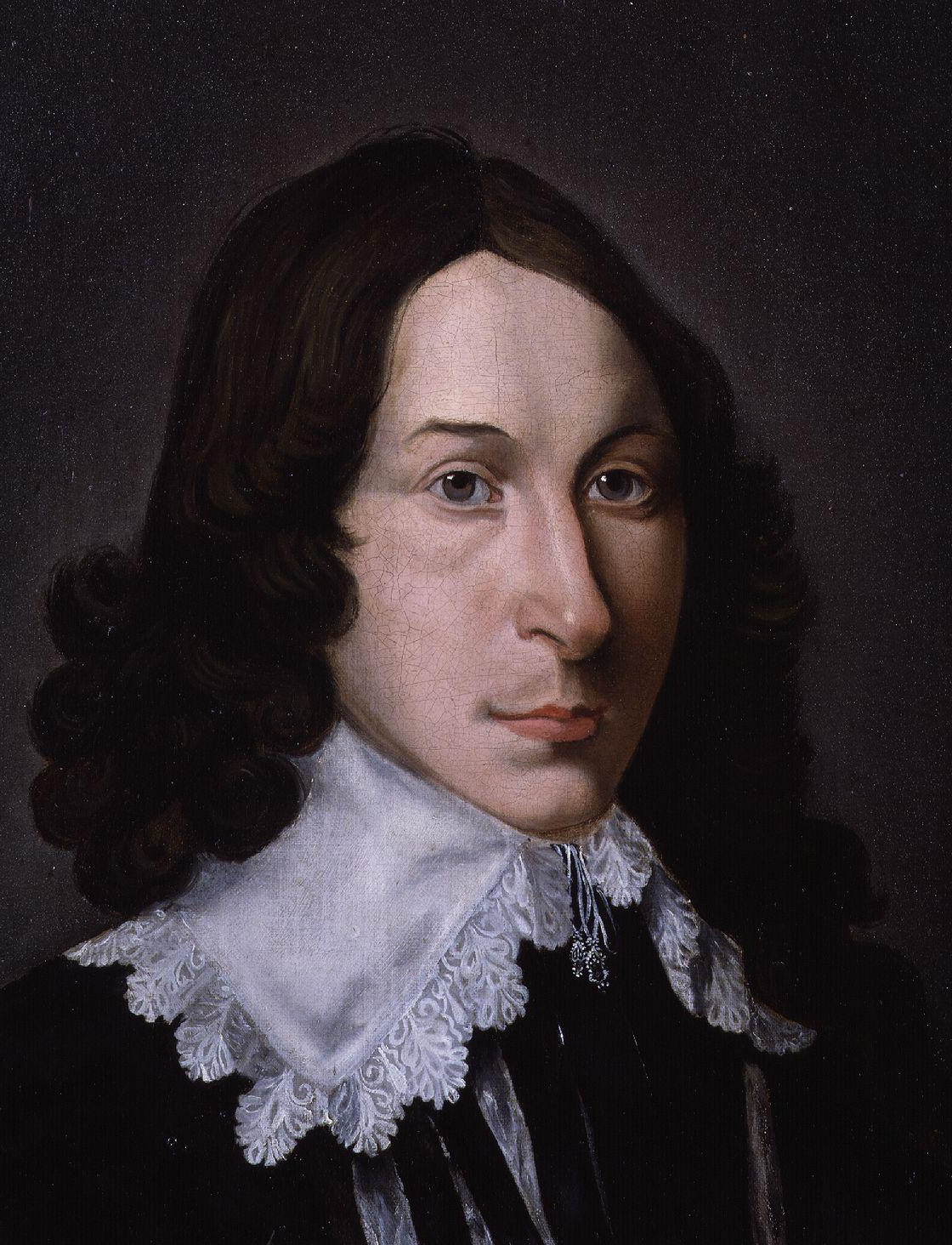
John Evelyn († 1706)

- 1706: John Evelyn, englischer Autor, Architekt und Gartenbauer
- 1712: Bahadur Shah I., Großmogul von Indien
- 1718: Václav Karel Holan Rovenský, tschechischer Komponist
- 1719: Johann Ernst, gefürsteter Graf zu Nassau-Weilburg, kaiserlicher Generalfeldmarschall
- 1735: John Arbuthnot, britischer Arzt, Mathematiker und Schriftsteller aus Schottland
- 1735: Georg Friedrich Kauffmann, deutscher Organist und Komponist
- 1747: Johann Jacob von Wasmer, königlich-dänischer Vizekanzler
- 1749: Daniel Cajanus, polnischer Kavallerist, einer der größten Menschen seiner Zeit
- 1750: Alberto de Churriguera, spanischer Architekt
- 1751: Johann Christoph Richter, Leipziger Rats- und Handelsherr
- 1759: Jacob Theodor Klein, deutscher Wissenschaftler, Mathematiker und Diplomat
- 1760: Anna Magdalena Bach, zweite Frau von Johann Sebastian Bach
- 1768: Johann Caspar Ulrich, Schweizer reformierter Pfarrer
- 1779: Johann Georg Sulzer, Schweizer Philosoph und Professor für Mathematik
- 1783: Christoph Heinrich von Ammon, preußischer Jurist und Diplomat
- 1784: Graf von Saint Germain, angeblicher Sohn des Fürsten Franz II.
- 1794: Vicente de Herrera y Rivero, spanischer Jurist und Vizekönig von Neuspanien
- 1795: Tanikaze Kajinosuke, Sumōringer und vierter Yokozuna
- 1798: Heinrich Ferdinand Möller, deutscher Schauspieler und Schriftsteller

### 19. Jahrhundert
- 1802: Kimura Kenkadō, japanischer Maler und Naturforscher
- 1808: Namiki Gohei I., japanischer Kabukischauspieler und -autor
- 1809: Ernst Friedrich Hector Falcke, Bürgermeister von Hannover
- 1811: Joseph Leitgeb, österreichischer Hornist
- 1813: Carl Friedrich Ballhorn der Ältere, preußischer evangelischer Geistlicher, Jurist und Beamter
- 1814: Julien Louis Geoffroy, französischer Autor und Kritiker
- 1814: Jean-Louis-Ebenezer Reynier, französischer General
- 1821: Gottlieb Conrad Christian Storr, deutscher Chemiker und Naturforscher
- 1829: Anton Heinrich Dammert, deutscher Wasserbauingenieur

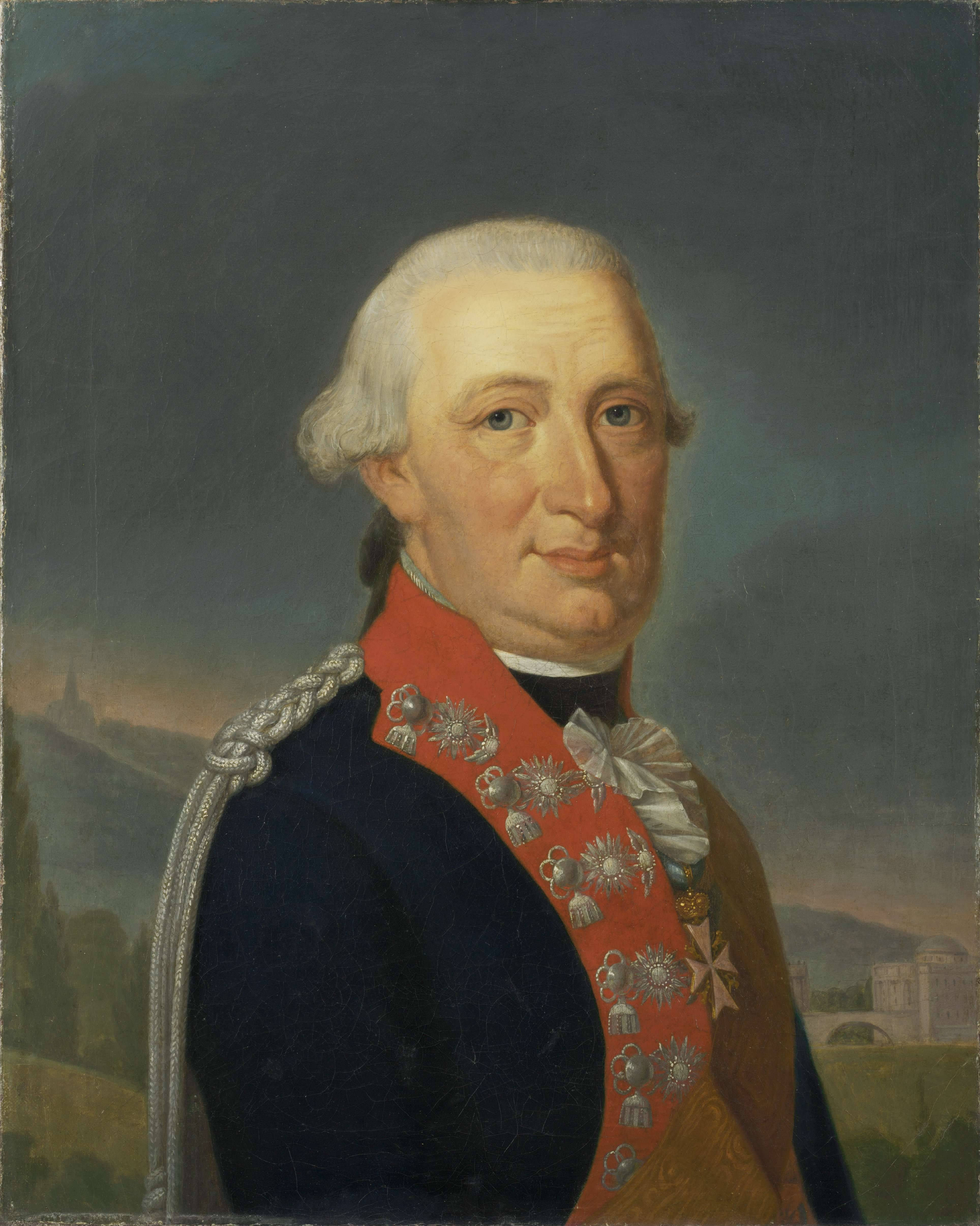
Wilhelm I. († 1821)

- 1821: Wilhelm I., Landgraf bzw. Kurfürst von Hessen-Kassel
- 1822: Joseph von Leithner, Bergbauingenieur während der Habsburgermonarchie
- 1822: Shikitei Samba, japanischer Schriftsteller
- 1827: Françoise Eléonore Dejean de Manville, Comtesse de Sabran, französische Salondame
- 1829: Charles-Michel de Salaberry, kanadischer Offizier und Politiker
- 1830: Gaspare Landi, italienischer Maler
- 1836: Gustav Bunsen, deutscher Chirurg und Freiheitskämpfer
- 1846: Edward Dembowski, polnischer Philosoph, Publizist und Revolutionär
- 1847: Jean-Baptiste Riché, haitianischer General und Politiker, Staatspräsident
- 1850: Samuel Adams, US-amerikanischer Politiker, Gouverneur von Arkansas
- 1852: Joseph Drechsler, böhmisch-österreichischer Komponist und Musikpädagoge
- 1853: August I., Großherzog von Oldenburg
- 1854: Pierre Antoine Poiteau, französischer Botaniker
- 1858: Wilhelm Joseph Imhoff, deutscher Bildhauer

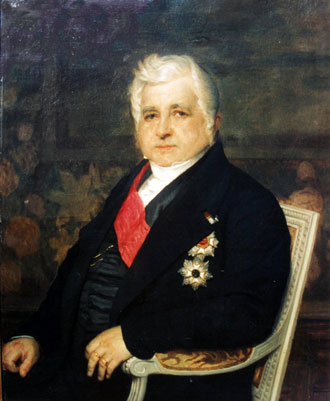
Prosper Ludwig († 1861)

- 1861: Prosper Ludwig, Herzog von Arenberg, Aarschot und Meppen, Fürst von Recklinghausen, Graf von der Marck
- 1864: Edward Hitchcock, US-amerikanischer Geologe
- 1864: Wilhelm Friedrich Christian Gustav Krafft, deutscher Politiker, Mitglied der Frankfurter Nationalversammlung und des Gothaer Nachparlaments
- 1864: Christian Sethe, deutscher Jurist
- 1868: Maximilien de Meuron, Schweizer Landschaftsmaler
- 1873: Elisabeth Campe, deutsche Salonniére und Schriftstellerin
- 1874: Carlos Manuel de Céspedes, kubanischer Freiheitskämpfer, Gründer der kubanischen Nation
- 1877: James Anderson, britisch-italienischer Fotograf
- 1878: Mirzə Fətəli Axundov, aserbaidschanischer Aufklärer, Schriftsteller, Philosoph und Literaturkritiker
- 1881: Boleslav Jablonský, tschechischer Dichter
- 1881: Peter Joseph Rottmann, deutscher Mundartdichter aus dem Hunsrück
- 1881: George Pomeroy Colley, britischer Generalmajor, Oberbefehlshaber im Ersten Burenkrieg
- 1882: Ludwig Gruner, deutscher Kupferstecher und Zeichner, Direktor des Dresdner Königlichen Kupferstich-Kabinetts
- 1882: Alfred Jaëll, österreichischer Pianist und Komponist
- 1883: Julius Stern, deutscher Musikpädagoge, Dirigent und Komponist
- 1887: Alexander Porfirjewitsch Borodin, russischer Komponist, Chemiker und Mediziner
- 1890: Christoph Moufang, deutscher Geistlicher und Politiker, MdL, MdR, Kapitularvikar des Bistums Mainz
- 1891: Karl Eduard Heusner, deutscher Marineoffizier, Staatssekretär des Reichsmarineamtes
- 1892: Louis Vuitton, französischer Unternehmer, Gründer der Kofferfirma Louis Vuitton
- 1893: Charles Clifford, neuseeländischer Politiker, erster Parlamentspräsident
- 1894: Hilarión Daza, bolivianischer General und Politiker, Minister, Staatspräsident
- 1895ː Editha von Wartensleben, Gattin des Erblandmarschalls Kuno Graf von Hahn
- 1898ː Agnes Hoppin, US-amerikanische Namensgeberin eines Stipendiums für ein Studium an der American School of Classical Studies at Athens
- 1898: Leopold Kaufmann, deutscher Jurist und Politiker, Oberbürgermeister von Bonn, MdL
- 1899: Sophie Förster, deutsche Opern-, Konzert- und Bühnensängerin

### 20. Jahrhundert

#### 1901–1950
- 1902: Josef Gisi, Schweizer Landwirt und Politiker
- 1905: George S. Boutwell, US-amerikanischer Politiker

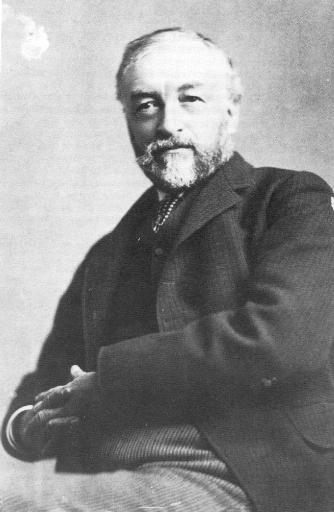
Samuel Pierpont Langley († 1906)

- 1906: Samuel Pierpont Langley, US-amerikanischer Astrophysiker und Flugpionier
- 1907: Joseph Lewinsky, österreichischer Schauspieler
- 1908: Ernst Hottenroth, deutscher Bildhauer
- 1908: Adolf Kirchhoff, deutscher Altphilologe und Altertumsforscher
- 1908: Friedrich Leon Pohle, deutscher Maler
- 1911: Gustav von Diest, deutscher Jurist, preußischer Regierungspräsident und Autor
- 1913: Oscar Oldberg, US-amerikanischer Pharmakologe
- 1915: Rudolf Berger, deutscher Sänger
- 1915: Auguste Groß von Trockau, deutsche Schriftstellerin
- 1920: Peter Fassbänder, deutsch-schweizerischer Komponist
- 1920: Ludwig Rubiner, deutscher Dichter, Literaturkritiker und Essayist des Expressionismus

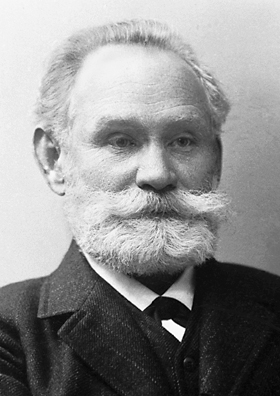
Iwan Pawlow († 1936)

Elisabeth Freeman († 1942)

- 1926: Augusto Silj, italienischer Jurist, Präfekt der Apostolischen Signatur, Kurienkardinal
- 1926: Olga Wisinger-Florian, österreichische Malerin
- 1927: Wilhelm Oesterhaus, deutscher Pädagoge und der erste Dichter in lippischer Mundart
- 1929: Briton Hadden, US-amerikanischer Verleger
- 1933: Berthold Haupt, deutscher Buchdrucker, Kämpfer gegen den Nationalsozialismus
- 1934: Berthe Art, belgische Malerin
- 1936: Joshua W. Alexander, US-amerikanischer Politiker
- 1936: Iwan Petrowitsch Pawlow, russischer Mediziner, Physiologe, Verhaltensforscher und Nobelpreisträger
- 1939: Johanna Ambrosius, deutsche Schriftstellerin
- 1939: Nadeschda Krupskaja, russische Pädagogin, Politikerin und Revolutionärin, Ehefrau und Kampfgefährtin Lenins
- 1940: Peter Behrens, deutscher Architekt, Maler, Designer und Typograf, Vertreter des modernen Industriedesigns
- 1941ː Elisabeth von Baczko, deutsche Innenarchitektin und Möbeldesignerin und Frauenrechtlerin
- 1942: Karel Doorman, niederländischer Konteradmiral
- 1942ː Elisabeth Freeman, amerikanische Frauenrechtlerin
- 1942: Ernst Pfeiffer, deutscher Autor und Journalist
- 1943ː Hedwig Burgheim, Pädagogin, Leiterin des Fröbelseminars in Gießen, Holocaustopfer
- 1943: Karl Gall, österreichischer Fußballspieler
- 1943: Paul Levy, deutscher Maschinenbauingenieur und Eisenbahner
- 1943: Alexander Matwejewitsch Matrossow, sowjetischer Soldat, Symbol der Roten Armee
- 1944: Gustav Amweg, Schweizer Autor und Lehrer
- 1946: Marie Villinger, Schweizer Führerin der Arbeiterinnenbewegung
- 1949: Franz Adam Beyerlein, deutscher Jurist und Schriftsteller
- 1950: Herbert Assmann, deutscher Internist und Hochschullehrer
- 1950: Yvan Goll, deutsch-französischer Schriftsteller und Dichter des Expressionismus und des Surrealismus
- 1950: Heinrich Waderé, deutscher Bildhauer und Medailleur

#### 1951–2000
- 1953: Louis Goumaz, Schweizer evangelischer Geistlicher und Hochschullehrer
- 1954: Bobby Ball, US-amerikanischer Automobilrennfahrer

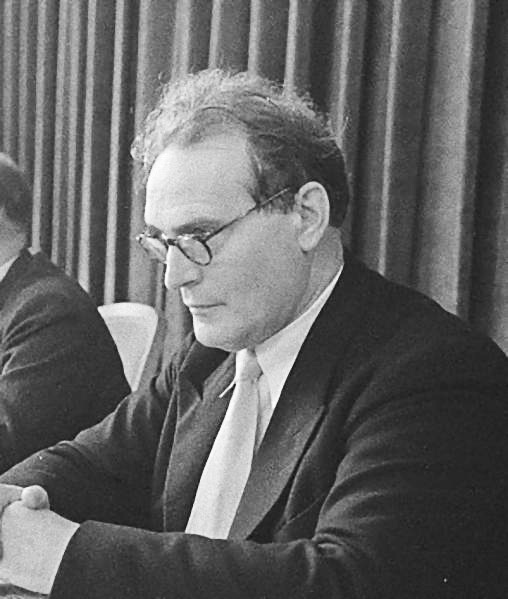
Günther Ramin († 1956)

- 1956: Günther Ramin, deutscher Organist, Chorleiter und Komponist
- 1957: Ernst Kris, österreichisch-US-amerikanischer Kunsthistoriker und Psychoanalytiker
- 1958: Henri Lachuer, französischer Automobilrennfahrer
- 1960: Oszkár Asbóth, ungarischer Ingenieur und Luftfahrtpionier
- 1960: Ettore Chimeri, venezolanischer Automobilrennfahrer
- 1960: Hermann Lindrath, deutscher Politiker, MdB und Bundesminister
- 1961: Platt Adams, US-amerikanischer Leichtathlet, Olympiasieger
- 1962: Alice La Mazière, französische Schriftstellerin und Journalistin
- 1964: Carlos Brandt, venezolanischer Schriftsteller, Philosoph und Historiker
- 1965: Andree Bölken, deutscher Politiker
- 1968: Ludvík Podéšt, tschechischer Komponist
- 1968: Johannes Tralow, deutscher Romanautor, Erzähler, Dramatiker und Publizist
- 1969: Marius Barbeau, kanadischer Anthropologe, Ethnologe und Folkloreforscher
- 1969: Karl Deichen, deutscher Brigadegeneral des Heeres der Bundeswehr
- 1971: Manfred Kluge, deutscher Komponist, Kirchenmusiker und Musiktheoretiker
- 1972: Albrecht Janssen, deutscher Schriftsteller
- 1973: Lucijan Marija Škerjanc, slowenischer Komponist, Pianist und Dirigent
- 1974: Placido Acevedo, puerto-ricanischer Trompeter, Orchesterleiter und Komponist
- 1974: Anders Brems, dänischer Sänger, Klarinettist und Musikpädagoge
- 1975: Muriel Hazel Wright, US-amerikanische Historikerin
- 1976: André Marandet, französischer Automobilrennfahrer
- 1976: Giulio Razzi, italienischer Komponist und Dirigent
- 1976: Hans Siburg, deutscher General
- 1977: John Dickson Carr, US-amerikanischer Krimiautor

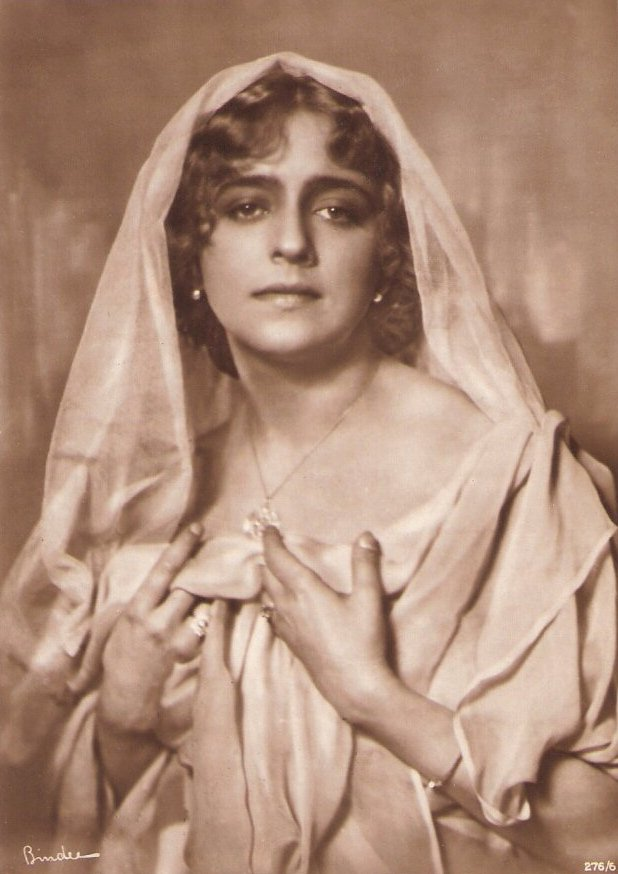
Lotte Neumann († 1977)

- 1977: Lotte Neumann, deutsche Schauspielerin
- 1978: Wadim Nikolajewitsch Salmanow, russischer Komponist
- 1979: John F. Seitz, US-amerikanischer Kameramann
- 1982: Guy Weisweiller, französischer Automobilrennfahrer
- 1984: Karl Horejs, österreichischer Politiker und Buchdrucker
- 1984: Michał Kondracki, polnischer Komponist
- 1985: Henry Cabot Lodge jr., US-amerikanischer Politiker und Diplomat
- 1986: Gholam Hossein Banan, iranischer Sänger
- 1986: Gedeon Barcza, ungarischer Schachspieler
- 1988: Ernst Tschernik, sorbischer Lehrer, Wissenschaftler und Statistiker
- 1989: Paul Oswald Ahnert, deutscher Astronom
- 1989: Konrad Lorenz, österreichischer Biologe, Zoologe, Verhaltensforscher und Nobelpreisträger

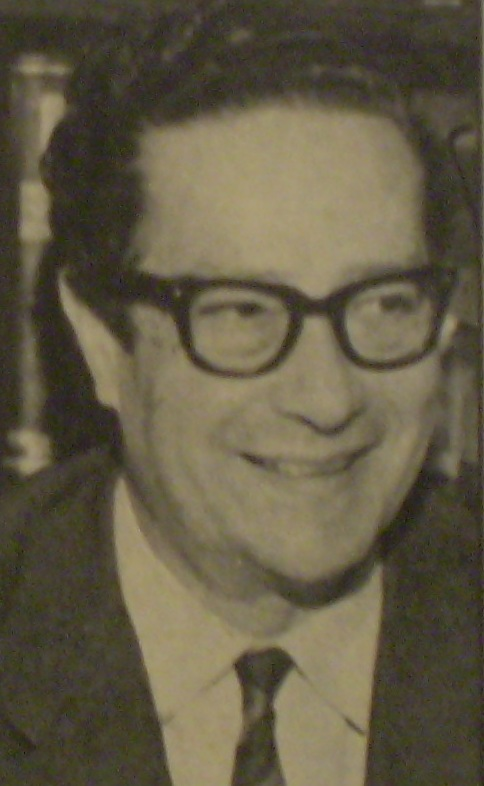
Abelardo Arias († 1991)

- 1991: Abelardo Arias, argentinischer Schriftsteller
- 1991: Robert Widlar, US-amerikanischer Elektrotechniker, Pionier der Entwicklung analoger integrierter Schaltkreise (IC)
- 1991: Hans Zander, deutscher Schauspieler und Theaterleiter
- 1993: Lillian Gish, US-amerikanische Schauspielerin
- 1993: Alois Strohmayr, deutscher Politiker, MdL, MdB
- 1993: Marģeris Zariņš, lettischer Komponist und Schriftsteller
- 1994: Harold Acton, britischer Autor
- 1995: Ann Ayars, US-amerikanische Schauspielerin und Opernsängerin (Sopran)
- 1996: Sarah Palfrey Cooke, US-amerikanische Tennisspielerin
- 1996: Robert Kühner, französischer Mykologe
- 1997: Karl Anders, deutscher Politiker, Journalist und Verleger
- 1998: George Herbert Hitchings, US-amerikanischer Biochemiker, Nobelpreisträger
- 1998: Alice Rivaz, Schweizer Schriftstellerin
- 1998: Heinz Roloff, deutscher Fußballfunktionär
- 1998: J. T. Walsh, US-amerikanischer Schauspieler
- 1999: Stéphane Sirkis, französischer Musiker

### 21. Jahrhundert
- 2001: Jean-Louis Ricci, französischer Automobilrennfahrer
- 2002: Oskar Sala, deutscher Komponist und Physiker
- 2002: Spike Milligan, irischer Komiker, Schriftsteller, Dichter und Jazz-Musiker
- 2003: Albert Steinberg, kanadischer Geiger und Dirigent
- 2004: Raymund Schwager, Schweizer Theologe und Jesuit
- 2004: Paul Sweezy, US-amerikanischer Nationalökonom, marxistischer Autor und Herausgeber der Zeitschrift Monthly Review
- 2005: Werner Kleine, deutscher Ruderer
- 2006: Horst Rudolf Abe, deutscher Medizinhistoriker an der Medizinischen Akademie Erfurt
- 2007: Detlef Bayer, deutscher Jurist
- 2007: Bobby Rosengarden, US-amerikanischer Jazzschlagzeuger und Studiomusiker
- 2008: William F. Buckley jr., US-amerikanischer Autor
- 2008: Ernst Hiller, deutscher Motorradrennfahrer

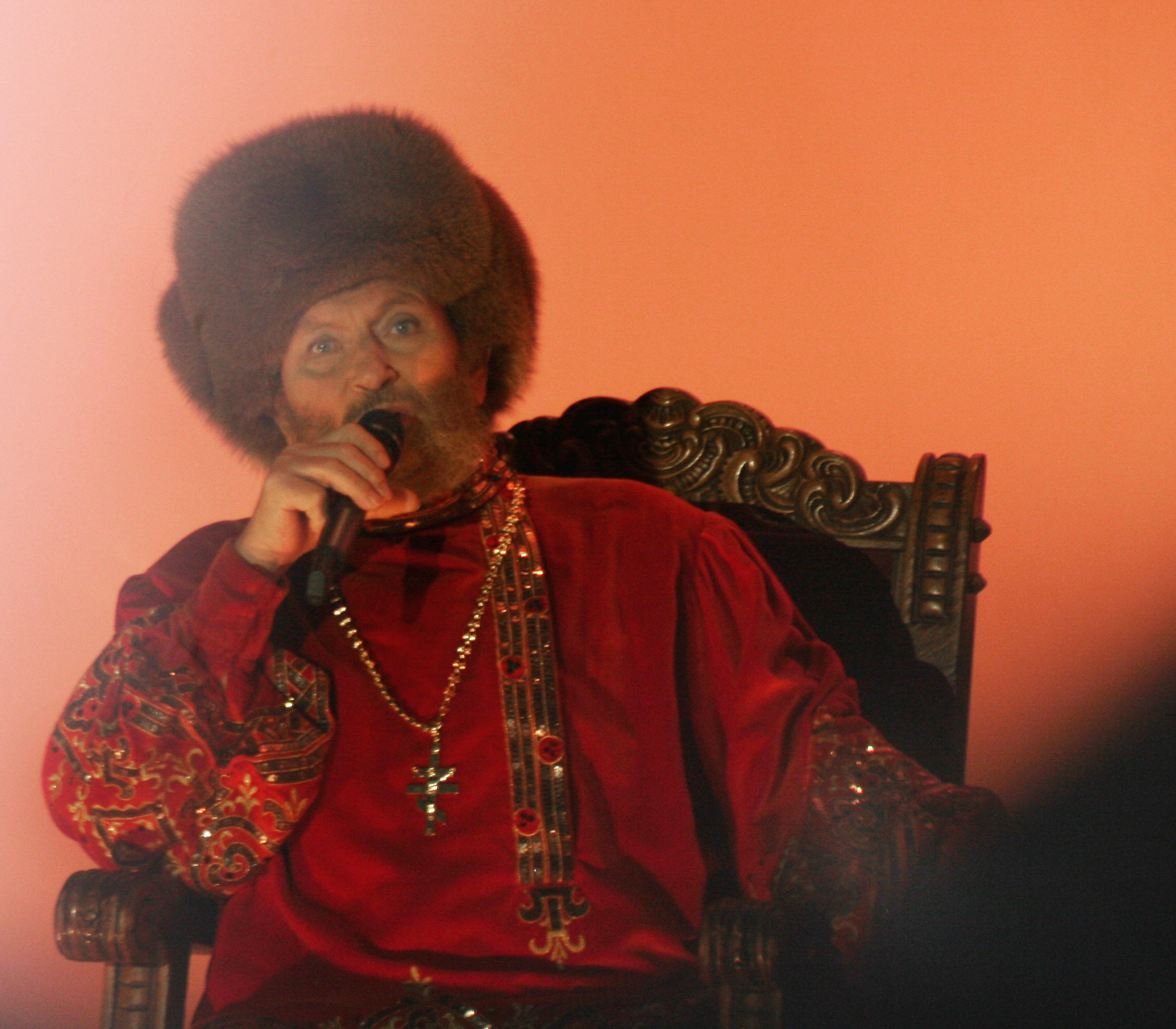
Ivan Rebroff († 2008)

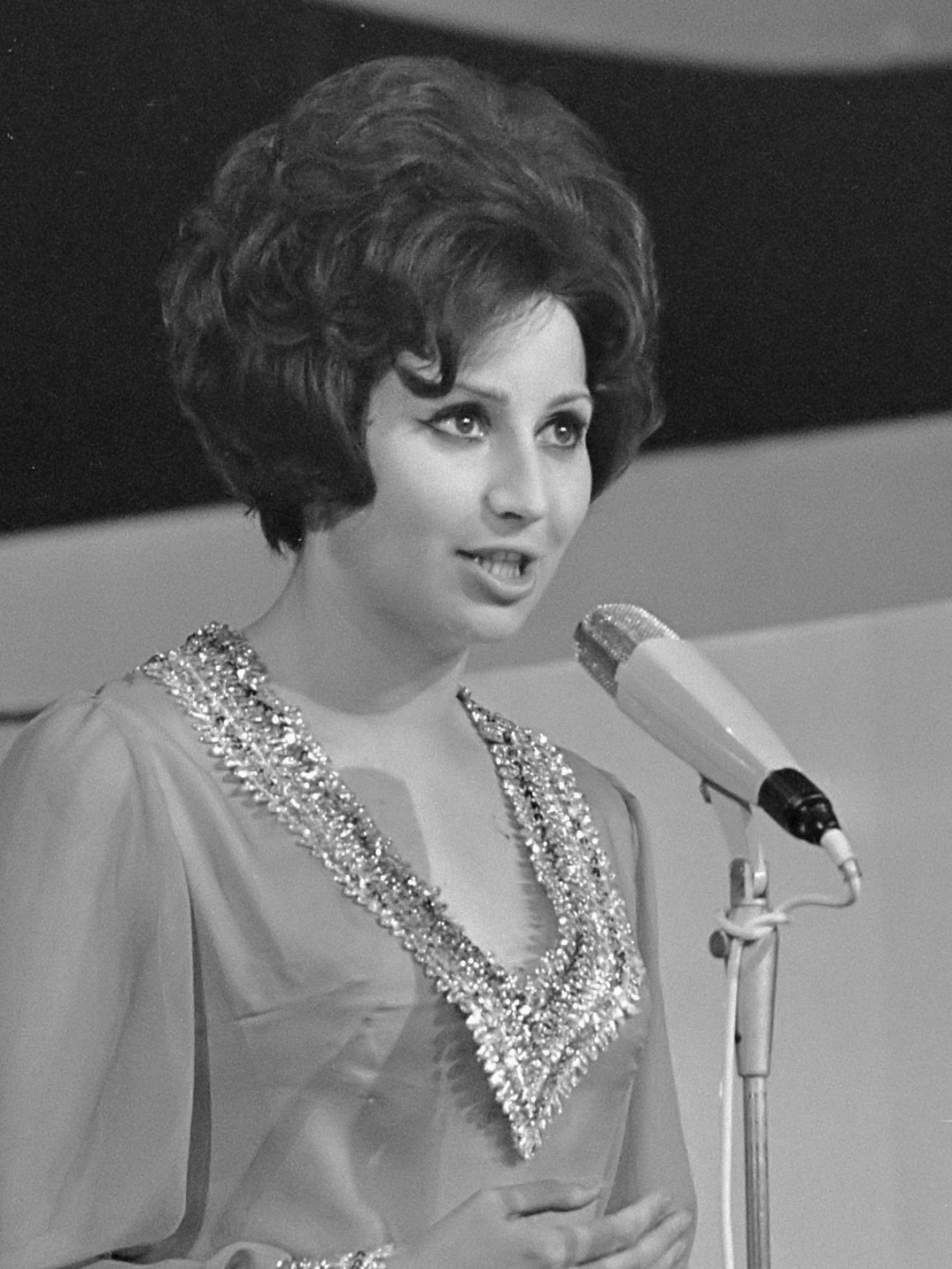
Helga Vlahovic († 2012)

- 2008: Ivan Rebroff, deutscher Sänger
- 2010: Pierre Monneret, französischer Motorrad- und Automobilrennfahrer
- 2010: Wendy Toye, britische Schauspielerin
- 2011: Necmettin Erbakan, türkischer Politiker
- 2011ː Nerina De Walderstein, italienische Widerstandskämpferin gegen den Nationalsozialismus
- 2011: Duke Snider, US-amerikanischer Baseballspieler
- 2012: Werner Guballa, deutscher Priester, Weihbischof in Mainz
- 2012: Helga Vlahović, kroatische Moderatorin, Journalistin und Fernsehproduzentin
- 2013: John Annus, lettisch-US-amerikanischer Maler und Fotograf
- 2013: María Asquerino, spanische Schauspielerin
- 2013: Van Cliburn, US-amerikanischer Pianist
- 2015: Boris Jefimowitsch Nemzow, russischer Politiker
- 2015: Leonard Nimoy, US-amerikanischer Schauspieler
- 2016: Claude Parent, französischer Architekt
- 2016: Egon Zimmermann, österreichischer Skirennläufer
- 2017: Gunther Leupolt, deutscher Pädagoge und Autor
- 2017: Carlos Humberto Romero, salvadorianischer Politiker
- 2017: Eva María Zuk, mexikanische Pianistin polnischer Herkunft
- 2018: Ekkehart Krippendorff, deutscher Politikwissenschaftler
- 2018: Quini, spanischer Fußballspieler
- 2019ː Waltraut Kruse, deutsche Psychotherapeutin, Kommunalpolitikerin (CDU), Bürgermeisterin von Aachen
- 2020: Burkhard Driest, deutscher Schauspieler und Autor
- 2021: Didier Poissant, französischer Regattasegler
- 2022: Yahya Atan, malaysischer Hockeyspieler
- 2022: Hanna Hawrylez, ukrainische Komponistin und Musikpädagogin
- 2022: Ramasamy Subramaniam, malaysischer Leichtathlet
- 2023: Eduardo Burguete, spanischer Moderner Fünfkämpfer und Triathlet
- 2023: Rosemarie Scheurlen, deutsche Politikerin (FDP), saarländische Ministerin für Arbeit, Gesundheit und Sozialordnung
- 2025: Boris Spassky, russischer Schachweltmeister

## Feier- und Gedenktage
- Kirchliche Gedenktage
  - Patrick Hamilton, schottischer Priester und Märtyrer (evangelisch)
- Namenstage
  - Leander, Marko
- Staatliche Feier- und Gedenktage
  - Dominikanische Republik: Unabhängigkeit von Spanien (1844)
- International
  - Welttag der Nichtregierungsorganisationen

Weitere Einträge enthält die Liste von Gedenk- und Aktionstagen.